# Brutnákovité
Brutnákovité (Boraginaceae) je čeleď vyšších dvouděložných rostlin. V mírném pásu to jsou byliny, v tropech často i dřeviny. Čeleď je celosvětově rozšířena a hojně zastoupena i v evropské květeně. Na území ČR se přirozeně vyskytuje 36 druhů v 16 rodech převážně na teplejších stanovištích.
Pro většinu zástupců jsou charakteristické květy v květenství zvaném vijan a drsné ochlupení listů a stonků. Listy jsou nejčastěji střídavé a jednoduché. Květy mají srostlé korunní lístky. Charakteristickými účinnými obsahovými látkami jsou zejména alkaloidy na bázi pyrrolizidinu. Do čeledi náleží rostliny používané především v minulosti jako léčivky a některé užitkové rostliny poskytující např. barviva. Mezi známé lidové léčivky náleží namátkou plicník lékařský (Pulmonaria officinalis) a kostival lékařský (Symphytum officinale).
Pozice čeledi v taxonomickém systému nebyla dlouho vyřešena a čeleď nebyla zařazena do platného řádu. Teprve nejnovější systém APG IV, vydaný v roce 2016, ji uvádí jako jedinou čeleď nově vytvořeného řádu Boraginales (brutnákotvaré). Čeleď je pojata široce a zahrnuje i dříve někdy rozlišované čeledi stužkovcovité (Hydrophyllaceae), Lennoaceae, Ehretiaceae a Hoplestigmataceae. Je členěna do 6 podčeledí, všichni původní evropští zástupci náležejí do podčeledi Boraginoideae.

## Popis
Brutnákovité jsou jednoleté, dvouleté nebo vytrvalé byliny, případně polokeře, v tropech i keře nebo stromy, výjimečně (některé druhy tropického rodu Tournefortia) i liány.
Někteří stromovití zástupci čeledi dosahují až 40 metrů výšky, například druh Cordia alliodora v deštných pralesích tropické Ameriky.

### Lodyha a listy
Listy jsou střídavé, méně často vstřícné či přeslenité, u bylinných zástupců je často vyvinuta přízemní růžice. Palisty nejsou přítomny. U nezelených parazitických zástupců z podčeledi Lennooideae jsou listy redukovány na drobné nezelené šupinky. Čepel listů je celokrajná nebo na okraji pilovitá, obvykle jednoduchá, u podčeledi Hydrophylloideae nejčastěji dlanitě či zpeřeně dělená
nebo dokonce složená.
Lodyha je u většiny bylinných zástupců přímá nebo vystoupavá, dichaziálně větvená, s hojnými tuhými chlupy. Kořen bývá vřetenovitý a často vícehlavý. Podzemní hlízy jsou vzácné, objevují se např. u rodu kamejka (Lithospermum) a otočník (Heliotropium).
Na lodyze i listech bývá nápadné a charakteristické odění z chlupů různých typů, často s bazálními cystolity.
U některých zástupců podčeledi Hydrophylloideae jsou přítomny i chlupy žahavé.
Pouze výjimečně jsou rostliny lysé, např. rod voskovka (Cerinthe).

### Květy a plody

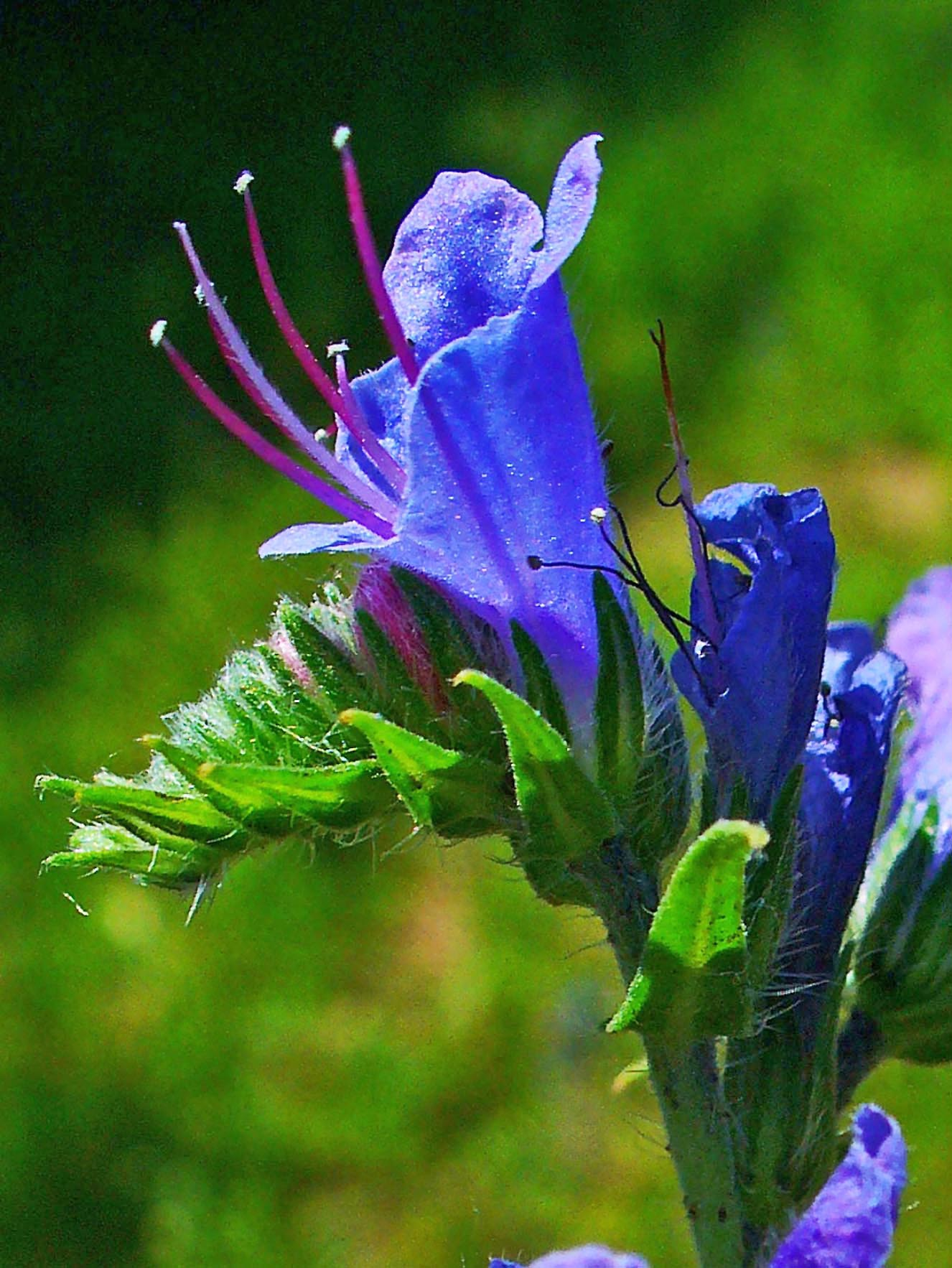
Hadinec obecný (Echium vulgare)

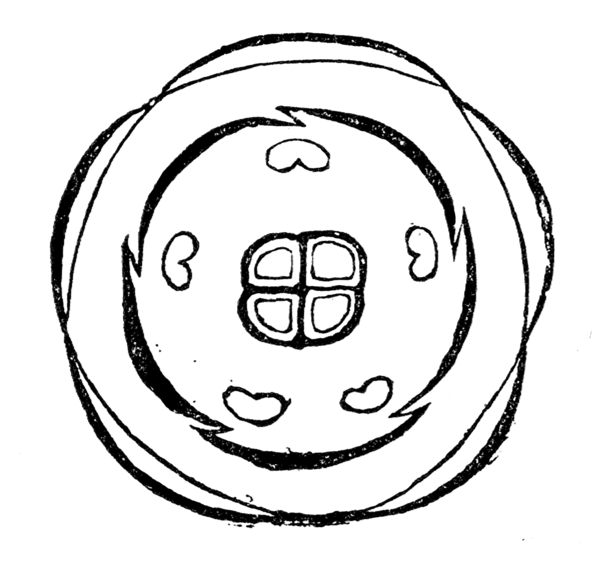
Květní diagram
hadince obecného

Rostliny jsou většinou jednodomé s oboupohlavnými květy (některé druhy rodu Cordia jsou dvoudomé). Květenství jsou obvykle vrcholová, méně často úžlabní. Charakteristickým květenstvím brutnákovitých je vijan, tedy jednoramenný vrcholík. Pokud se květenství vyvíjí z počátečního bodu na obě strany, je označováno jako dvojvijan. Květenství může být i stažené, hlávkovité nebo klubkovité. Některé dřevnaté tropické rody (Cordia, Borreria aj.) mají hroznovitá nebo vrcholičnatá květenství různých jiných typů. Vzácně jsou květy jednotlivé.
Květy jsou obvykle téměř až zcela pravidelné a oboupohlavné. Kalich a koruna jsou převážně pětičetné. Kalich je většinou vytrvalý, pětilaločnatý, s volnými nebo srostlými lístky. Korunní lístky jsou silně srostlé a tvoří kolovitou až řepicovitou, zvonkovitou, nálevkovitou nebo trubkovitou korunu. V ústí koruny jsou často vychlípeniny nebo šupiny pakorunky, střídající se s tyčinkami.
Tyčinky jsou volné nebo srostlé, v počtu 5 (pouze u podčeledi Lennooideae 5 až 10), přirůstají v korunní trubce nebo zřídka jsou připojené až v jejím ústí, střídají se s korunními laloky a většinou nevyčnívají. Prašníky jsou introrzní, s prašnými váčky směřujícími dovnitř květu.
Nektária jsou nejčastěji na bázi koruny nebo na žlaznatém valu pod semeníkem. Semeník je svrchní, srostlý ze 2 plodolistů (u rodu Trigonotis ze 4 až 5, u podčeledi Lennooideae až 16), kulovitý nebo hluboce čtyřlaločný, se 4 komůrkami (mimo původní přepážky oddělující oba plodolisty vzniká ještě tzv. falešná přehrádka) nebo s jedinou komůrkou (u podčeledi Hydrophylloideae). Čnělka je 1, vyrůstající z vrcholu nebo z báze semeníku (tzv. gynobazická čnělka), větvená nebo nevětvená. Placentace je axilární, u podčeledi Hydrophylloideae parietální. Každý plodolist obsahuje 1 až mnoho vajíček.
Plodem je peckovice s 1 až 4 pecičkami, tvrdka rozpadající se na 4 jednosemenné nebo 2 dvousemenné plůdky (oříšky), nebo lokulicidní či nepravidelně pukající tobolka. Oříšky jsou často okřídlené nebo mají na povrchu trny či kotvovité chloupky. Semena obsahují rovné až zakřivené embryo. Dělohy jsou ploché, dužnaté.
Endosperm je přítomen nebo chybí.

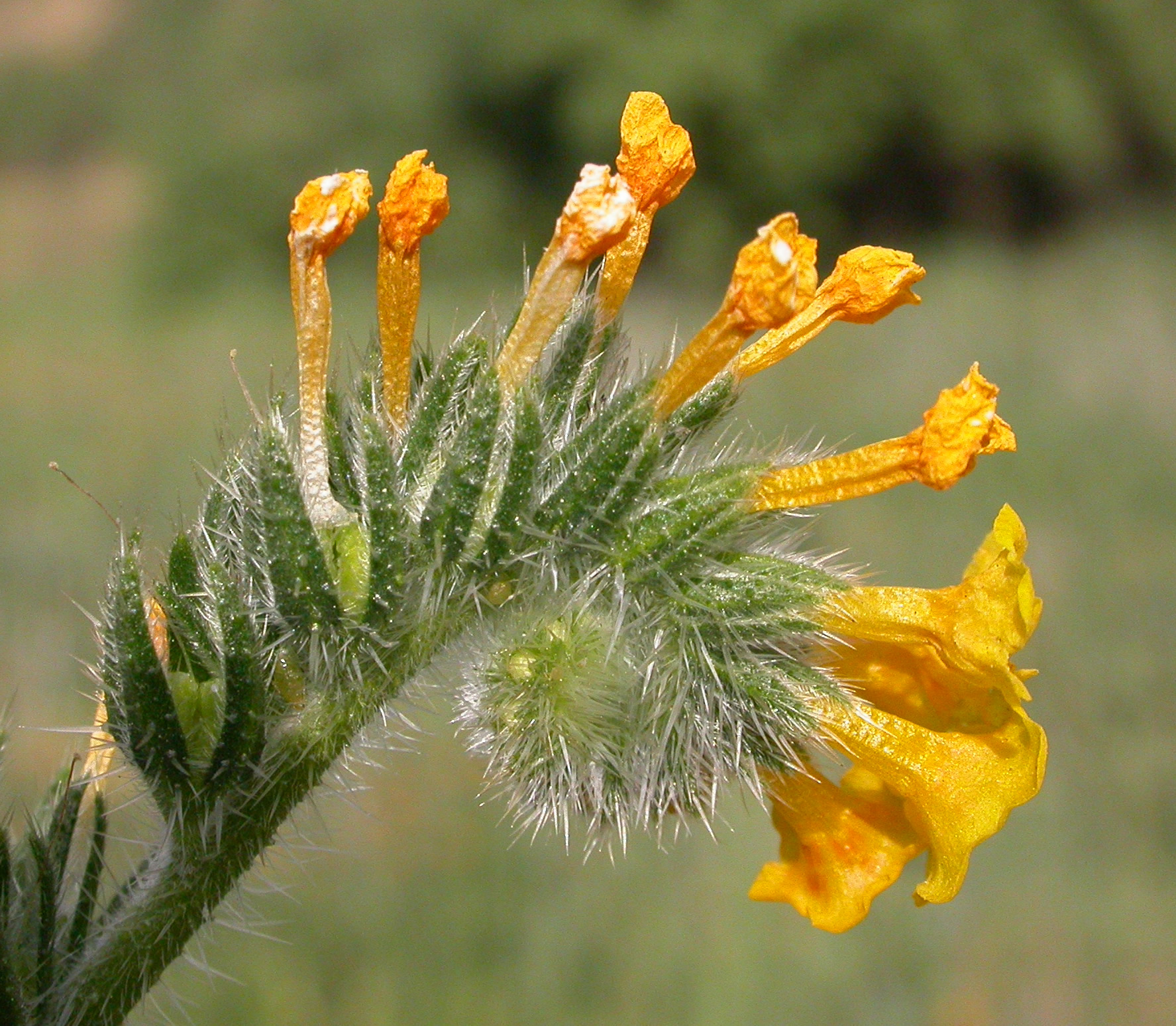
Jednoramenný vrcholík, zvaný vijan (Amsinckia intermedia)
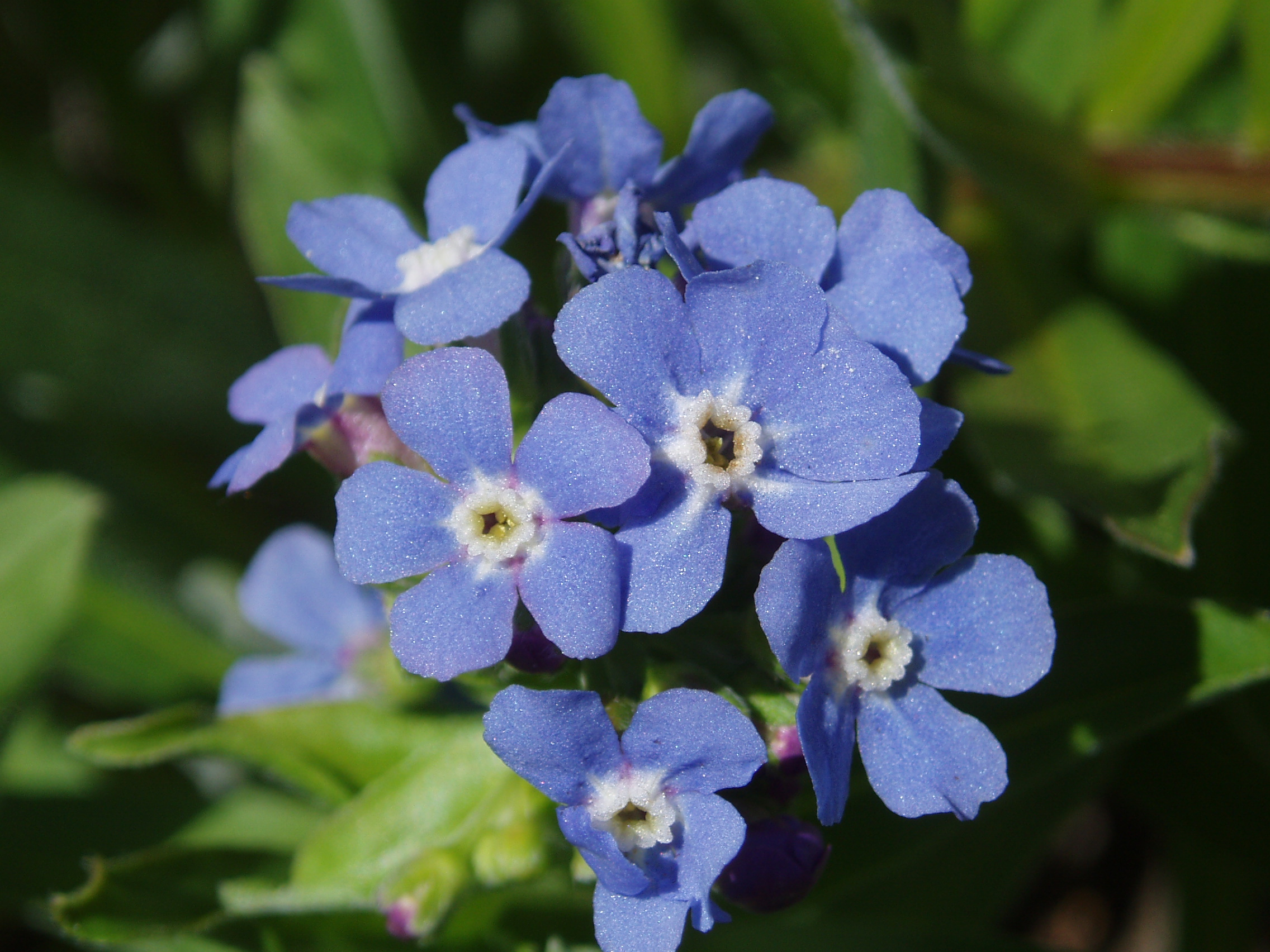
Kolovitá koruna s pakorunkou, typická pro podčeleď Boraginoideae (Hackelia velutina)
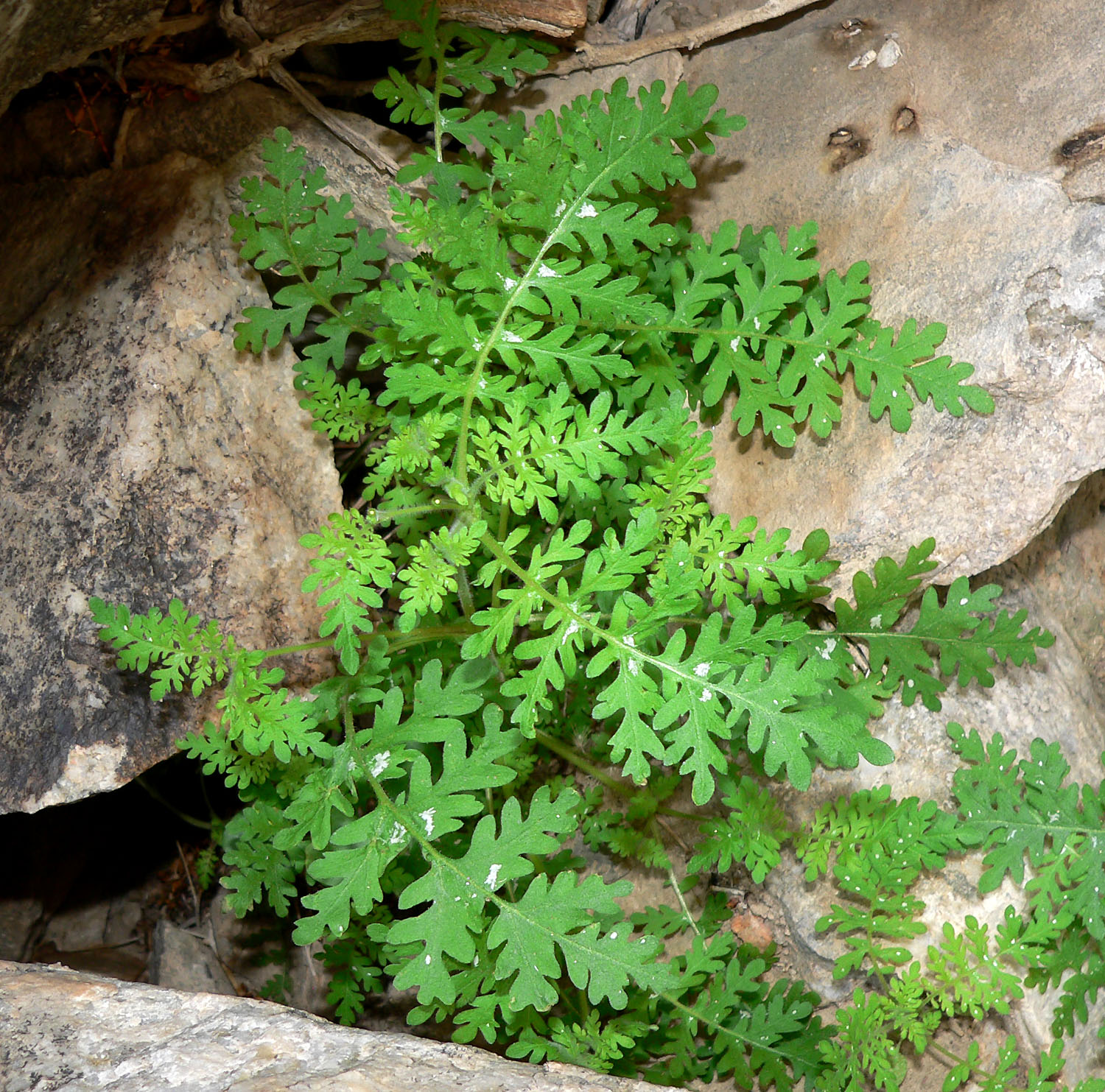
Členěné listy, typické pro podčeleď Hydrophylloideae (Eucrypta chrysanthemifolia)
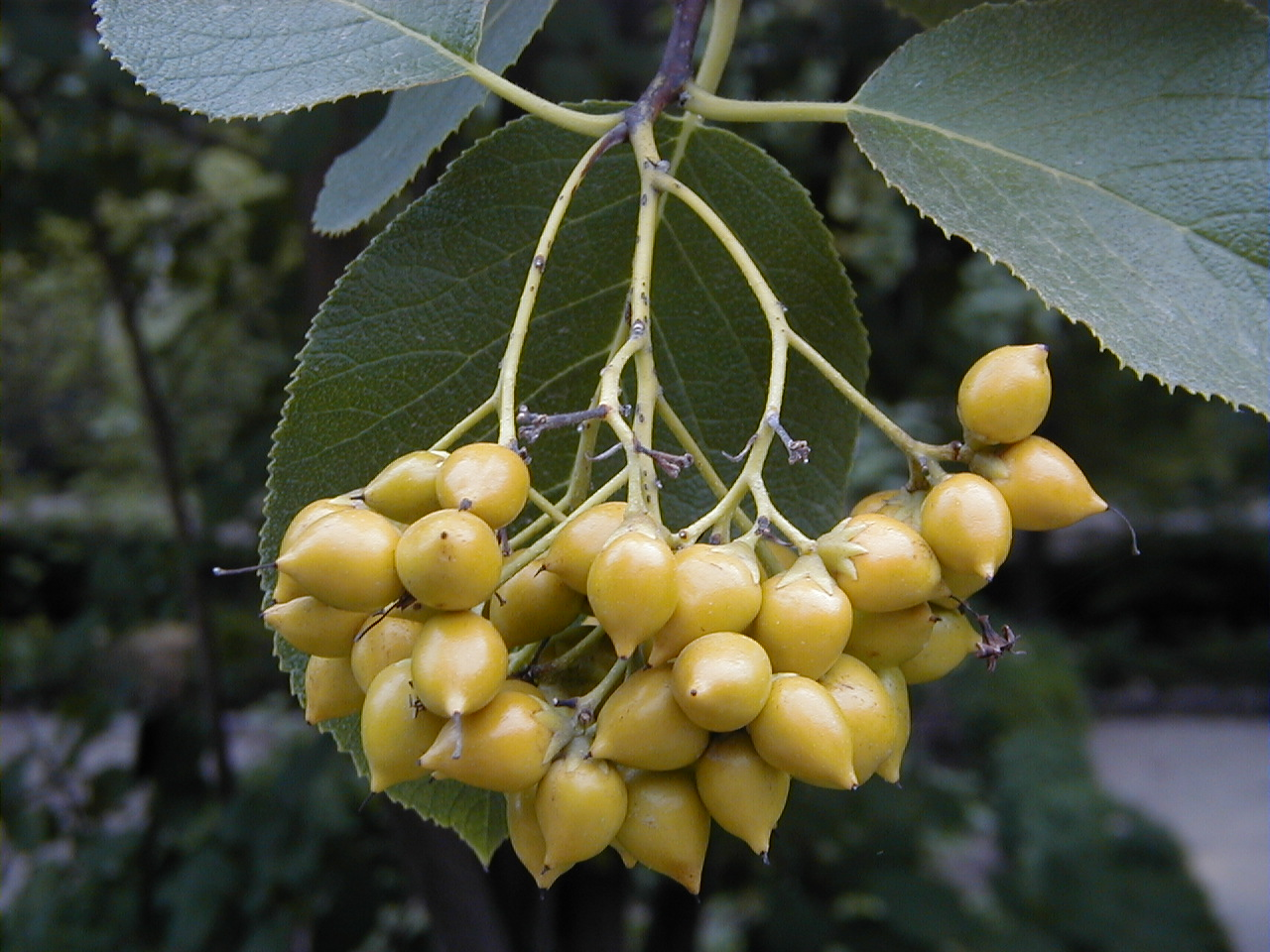
Plodenství peckovic (Ehretia dicksonii)
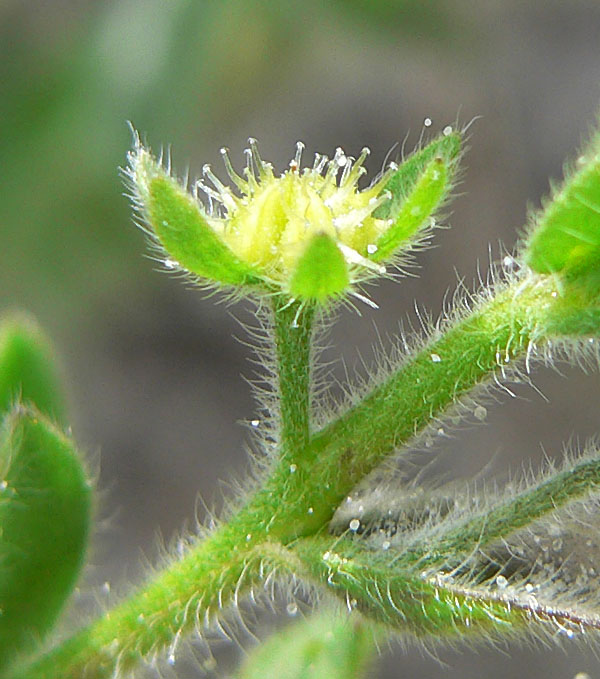
Tvrdka s kotvovitými výrůstky (Lappula redowskii)
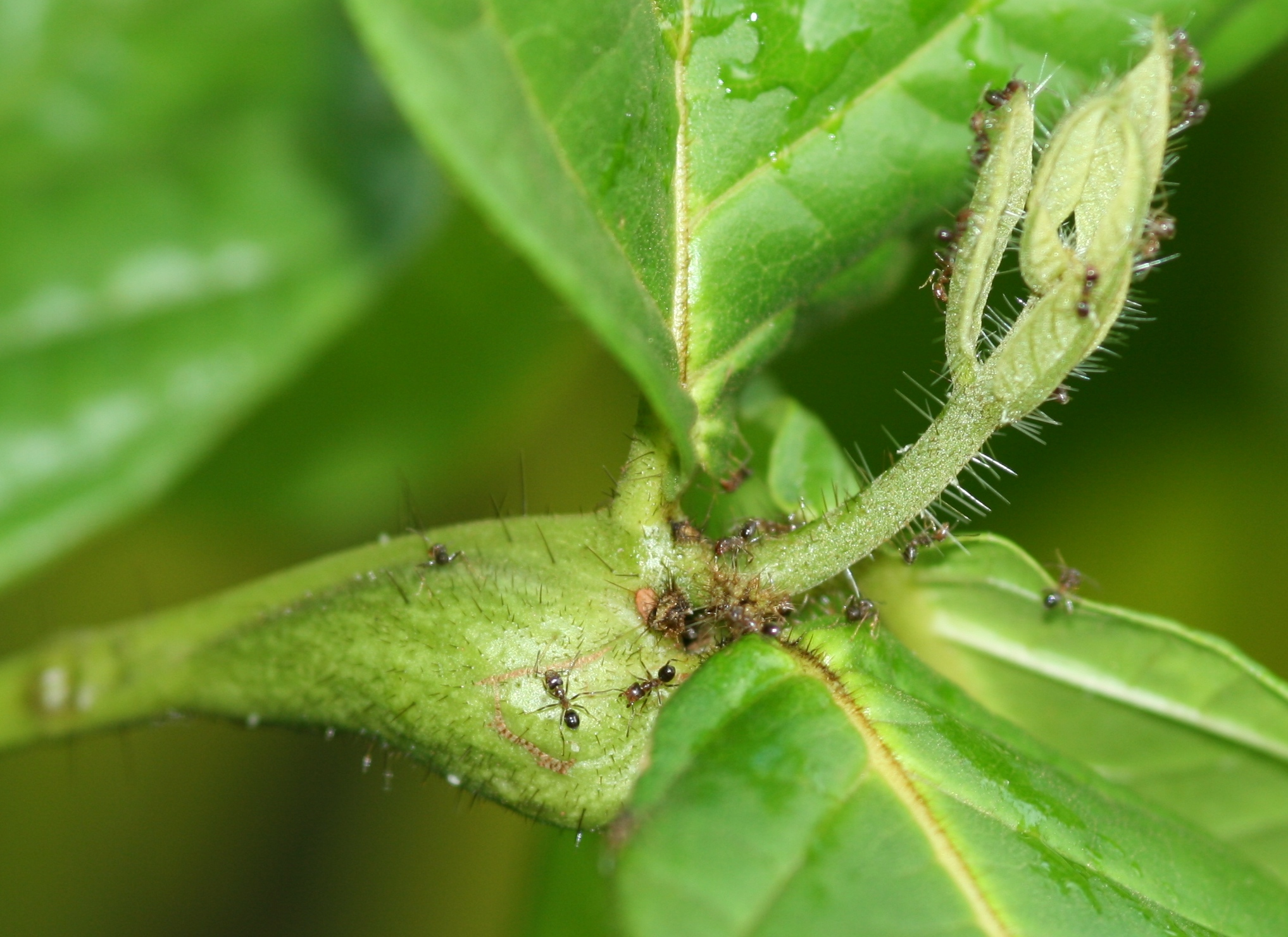
Domatium na větévce Cordia nodosa, osídlené mravenci
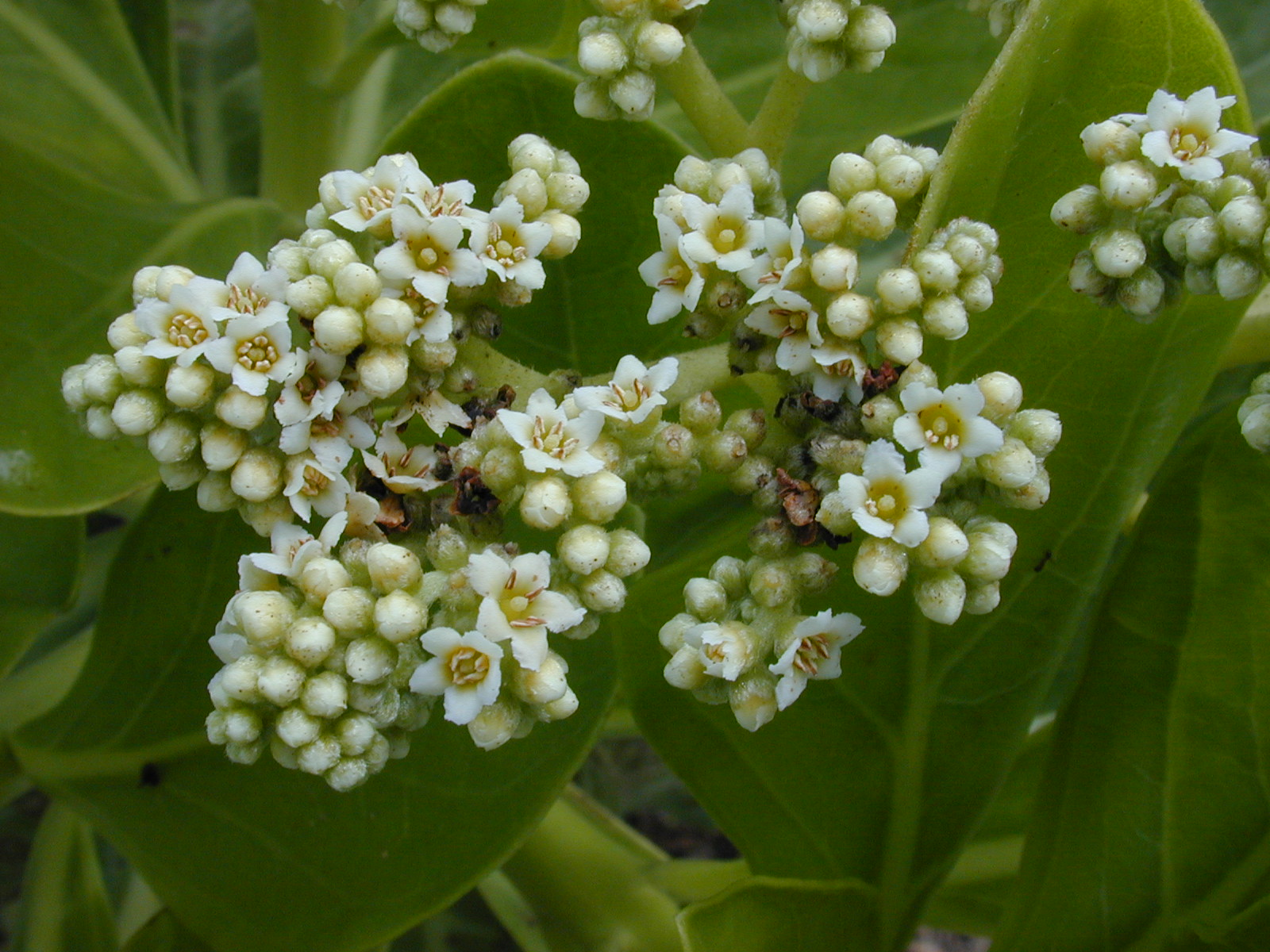
Vrcholičnaté květenství Tournefortia argentea
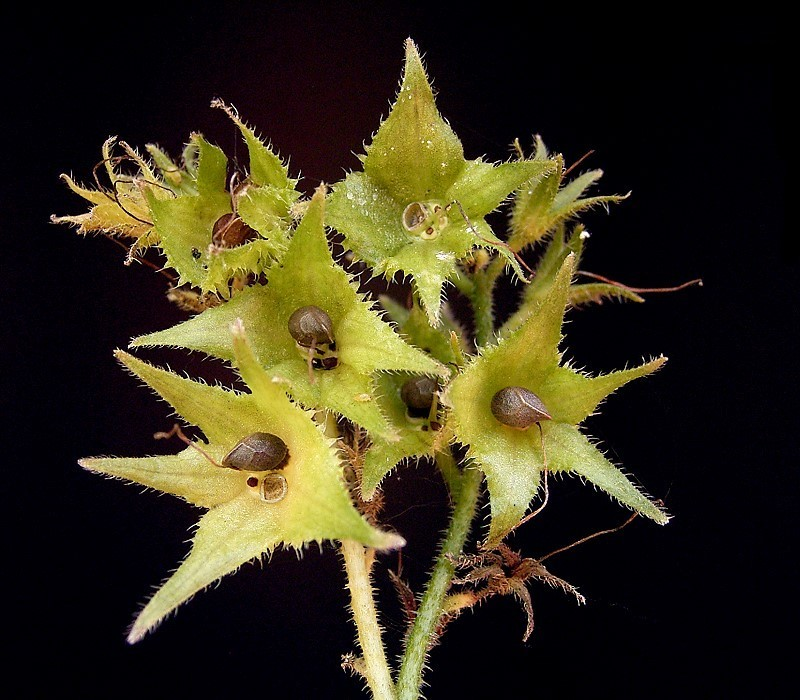
Tvrdky kostivalu lékařského (Symphytum officinale)

### Opylování a šíření semen

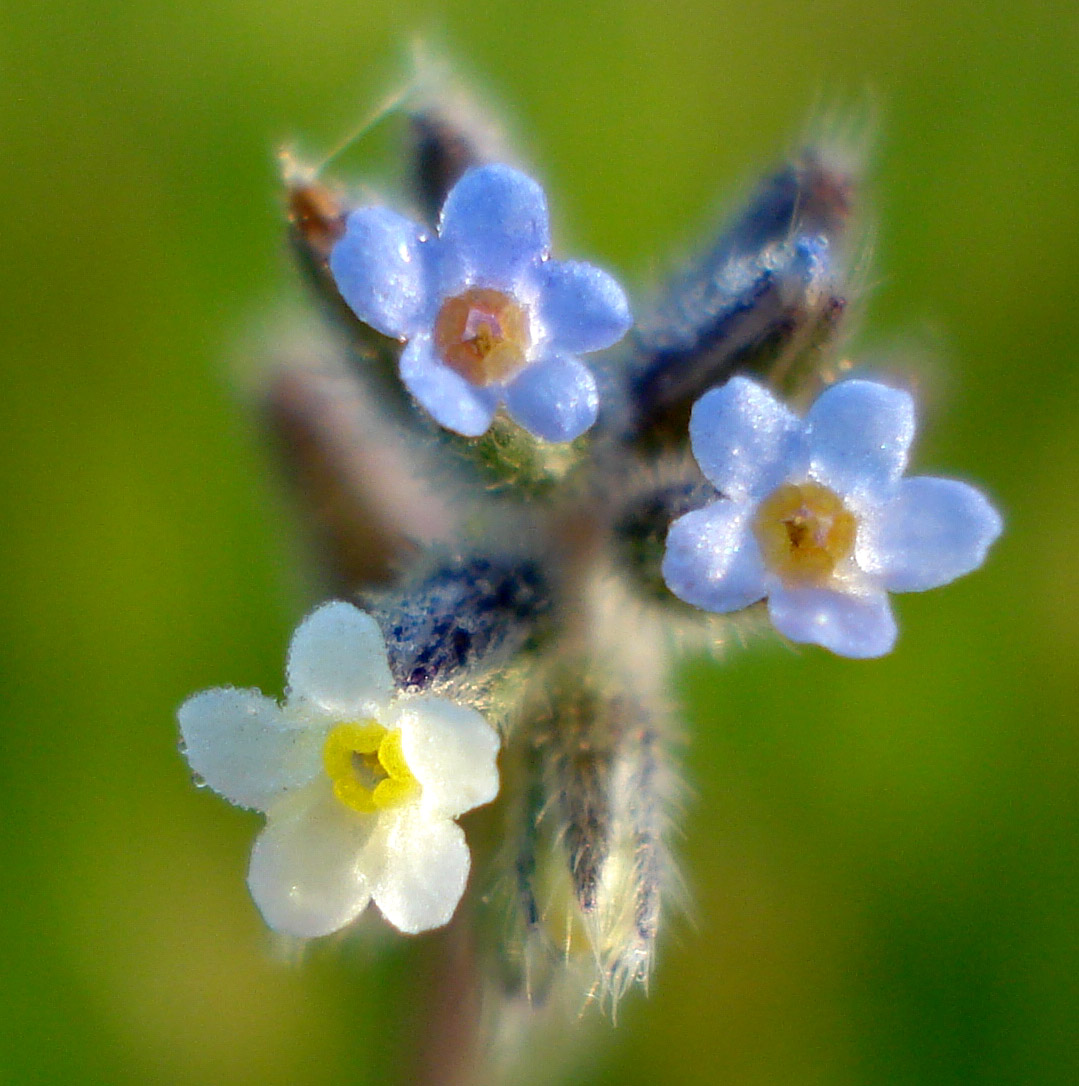
Pomněnka různobarvá
(Myosotis discolor)

Brutnákovité jsou nejčastěji opylovány hmyzem, zejména včelami, vosami, motýli a mouchami, sbírajícími pyl anebo nektar. Bylo již zaznamenáno i opylování můrami, brouky, netopýry a ptáky. Objevuje se samosprašnost i cizosprašnost. Přinejmenším u několika druhů je přítomna distylie. Květy zástupců některých rodů (pomněnka – rod Myosotis, plícněnka – rod Mertensia, rod Cryptantha) obsahují antokyany a po opylení rychle mění barvu, což je vykládáno jako signál pro opylovače. Tento jev dal jméno např. evropské pomněnce různobarvé (Myosotis discolor).
Šíření semen probíhá různými mechanismy. Druhy s peckovicemi jsou šířeny ptáky nebo savci. Některé pobřežní druhy rodu Cordia mají lehké korkovité peckovice, které jsou roznášeny vodou, stejně jako oříšky plícněnky Mertensia maritima a rodu Argusia. Oříšky některých druhů mají vytrvalý křídlatý kalich a jsou šířeny větrem. Plody rodů Hackelia, Lappula a Cynoglossum mají na povrchu háčky zachytávající se na srsti zvířat či na oděvu (zoochorie). Podobným způsobem se šíří i pomněnky (Myosotis), které mají háčkovitými chlupy porostlý vytrvalý kalich. Mnoho druhů brutnákovitých je šířeno mravenci, kteří vyhledávají semena s pevným výživným míškem. Plody rodů otočník (Heliotropium) a kamejka (Lithospermum) jsou pojídány ptáky. Drobná semena druhů s tobolkami jsou šířena převážně vzduchem (anemochorie) a vodou.
U některých druhů rodu Cordia jsou přítomna domatia v podobě dutých ztlustlin na bázi stopky květenství (Cordia alliodora) nebo v pseudopřeslenech listů (Cordia nodosa), osídlená mravenci.

## Obsahové látky
Důležitými obsahovými látkami jsou především pyrrolizidinové alkaloidy, jejichž struktura je odvozena od heterocyklické sloučeniny pyrrolizidinu. Obsah alkaloidů v rostlinách kolísá od setin procenta hmotnosti sušiny až po 1,5 % u druhu užanka lékařská (Cynoglossum officinale). Mezi pyrrolizidinové alkaloidy náleží např. echinatin (Cynoglossum officinale, Symphytum caucasicum), cynoglossin (Anchusa officinalis), myoskorpin (Myosotis scorpioides, Symphytum asperum, S. officinalis), retronecin (Symphytum x uplandicum) a symphytin (Myosotis scorpioides, Symphytum asperum, S. officinale).
Dalšími charakteristickými metabolity jsou alkaninová červená barviva (deriváty naftochinonu) a purinový derivát
allantoin.

Allantoin, derivát purinu
Pyrrolizidin, základ hepatotoxických alkaloidů v brutnákovitých
Retronecin, pyrrolizidinový alkaloid obsažený v kostivalu
Alkanin, barvivo získávané z kamejníku barvířského (Alkanna tinctoria)

## Taxonomie
Cronquist řadil čeleď brutnákovité (zahrnující v jeho pojetí i dřevnaté rody) do řádu hluchavkotvaré
(Lamiales) spolu s čeleděmi hluchavkovité (Lamiaceae), sporýšovité (Verbenaceae) a Lennoaceae. Čeleď stužkovcovité (Hydrophyllaceae) byla řazena do řádu lilkotvaré (Solanales). V Tachtadžjanově systému jsou brutnákovité zařazeny spolu s Hydrophyllaceae, Lennoaceae, Hoplestigmataceae a Tetrachondraceae do řádu brutnákotvaré (Boraginales) v rámci nadřádu Solananae. Podobné zařazení je i v Dahlgrenově systému. Dahlgren navíc oddělil od brutnákovitých dřevnatou čeleď Ehretiaceae.
Molekulárně-fylogenetické výsledky později zpochybnily zařazení do některého z řádů a ponechávaly čeleď brutnákovité jako poslední z velkých čeledí nezařazenou. V aktualizovaném systému APG III došlo ke zpřesnění pozice čeledi v systému a čeleď brutnákovité byla zařazena do větve zvané Lamiids, do příbuzenstva řádů hořcotvaré (Gentianales), hluchavkotvaré (Lamiales) a lilkotvaré (Solanales). Teprve další aktualizace, APG IV, v této větvi nově ustanovila monotypický řád Boraginales (brutnákotvaré).
Čeleď je dnes dělena do 6 podčeledí, charakterizovaných především umístěním čnělky na semeníku, počtem bliznových ramen a typem plodů.
- Boraginoideae: 1 600 druhů ve 112 rodech. Byliny nebo méně často keře s jednoduchými střídavými listy, obsahující pyrrolizidinové alkaloidy. Plodem je nejčastěji schizokarp zvaný tvrdka, rozpadající se na 4 plůdky (oříšky). Čnělka je gynobazická.
- Hydrophylloideae: 225 druhů v 17 rodech, řazených dříve do samostatné čeledi Hydrophyllaceae. Jsou to byliny, vzácněji keře, charakteristické dělenými listy. Plodem je tobolka, v plodolistu je 2 až mnoho vajíček. Čnělka je vrcholová.
- Heliotropioideae: 405 druhů v 5 rodech. Kosmopolitní byliny s centrem diversity v suchých oblastech záp. USA. Čnělka je vrcholová, plodem je nejčastěji schizokarp.
- Cordioideae: 330 druhů ve 3 rodech. Tropické dřeviny, dříve v některých systémech řazené spolu s rody stávající podčeledi Ehretioideae do čeledi Ehretiaceae. Plodem je peckovice. Čnělka je větvená, s hlavatými bliznami. Květy jsou ve vrcholičnatých květenstvích.
- Ehretioideae: 170 druhů v 8 rodech. Tropické dřeviny. Plodem je peckovice. Čnělka je jednoduše dělená. Květy jsou ve vrcholičnatých květenstvích.
- Lennooideae: 7 druhů ve 3 rodech, řazených dříve do samostatné čeledi Lennoaceae, příp. vřazovaných do čeledi vřesovcovité (Ericaceae). Nezelené kořenové parazity, rozšířené v Americe od jz. USA po sev. Kolumbii. Charakteristický je vyšší počet květních částí (semeník z 5 až 16 plodolistů, kalich, koruna a tyčinky v počtu 5 až 10).[6]

Rod Hydrolea byl přeřazen do samostatné čeledi Hydroleaceae v rámci řádu lilkotvaré (Solanales).
V systému APG III byl do brutnákovitých vřazen africký dřevnatý rod Hoplestigma (předtím v čeledi Hoplestigmataceae).

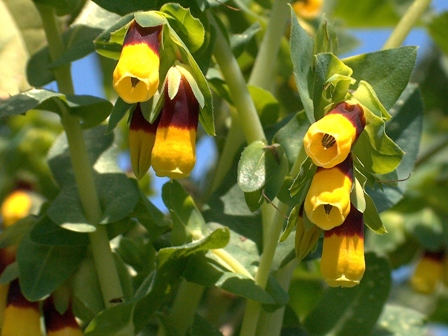
Podčeleď Boraginoideae: voskovka větší (Cerinthe major)
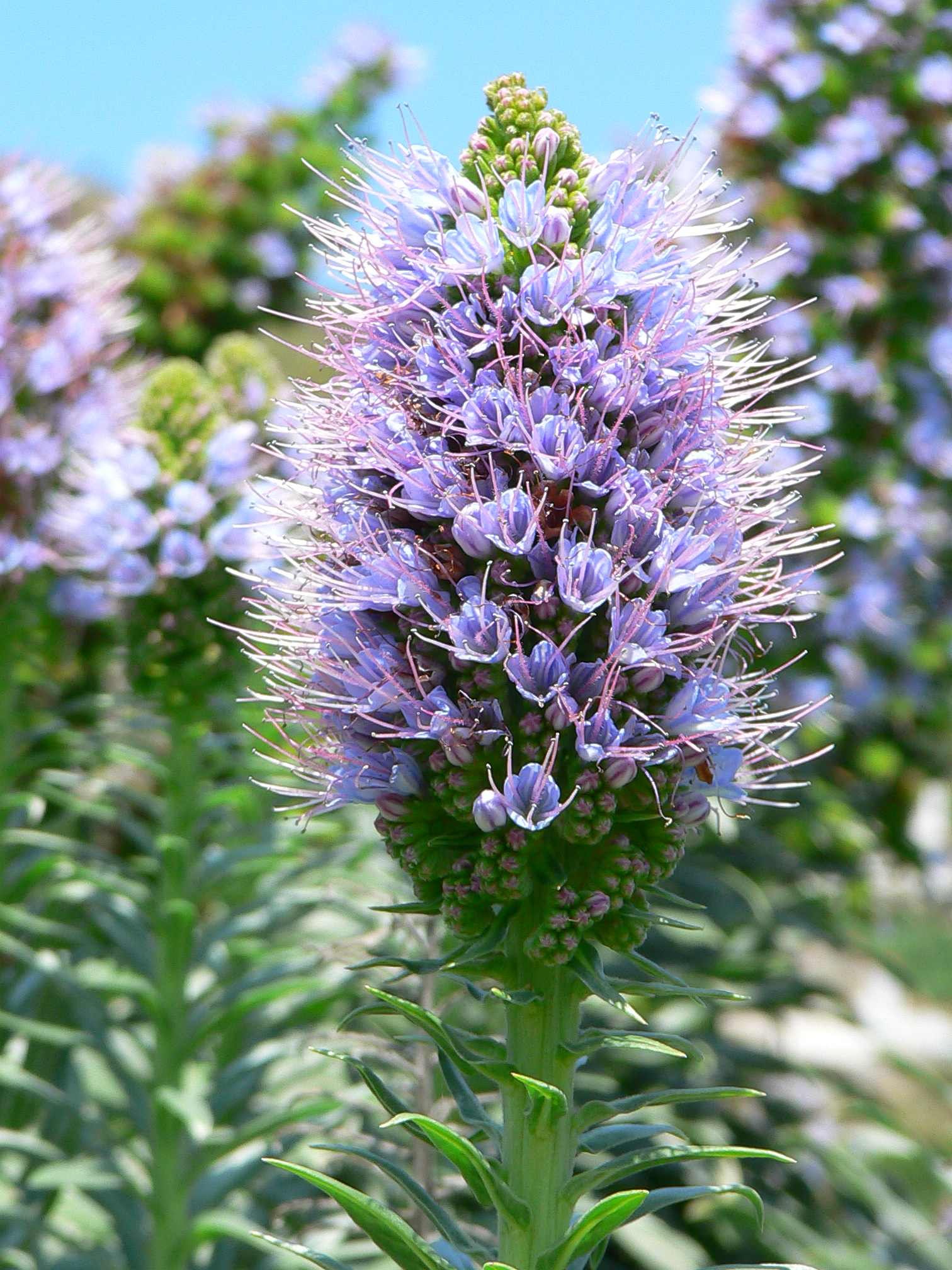
Podčeleď Boraginoideae: hadinec Echium hierrense
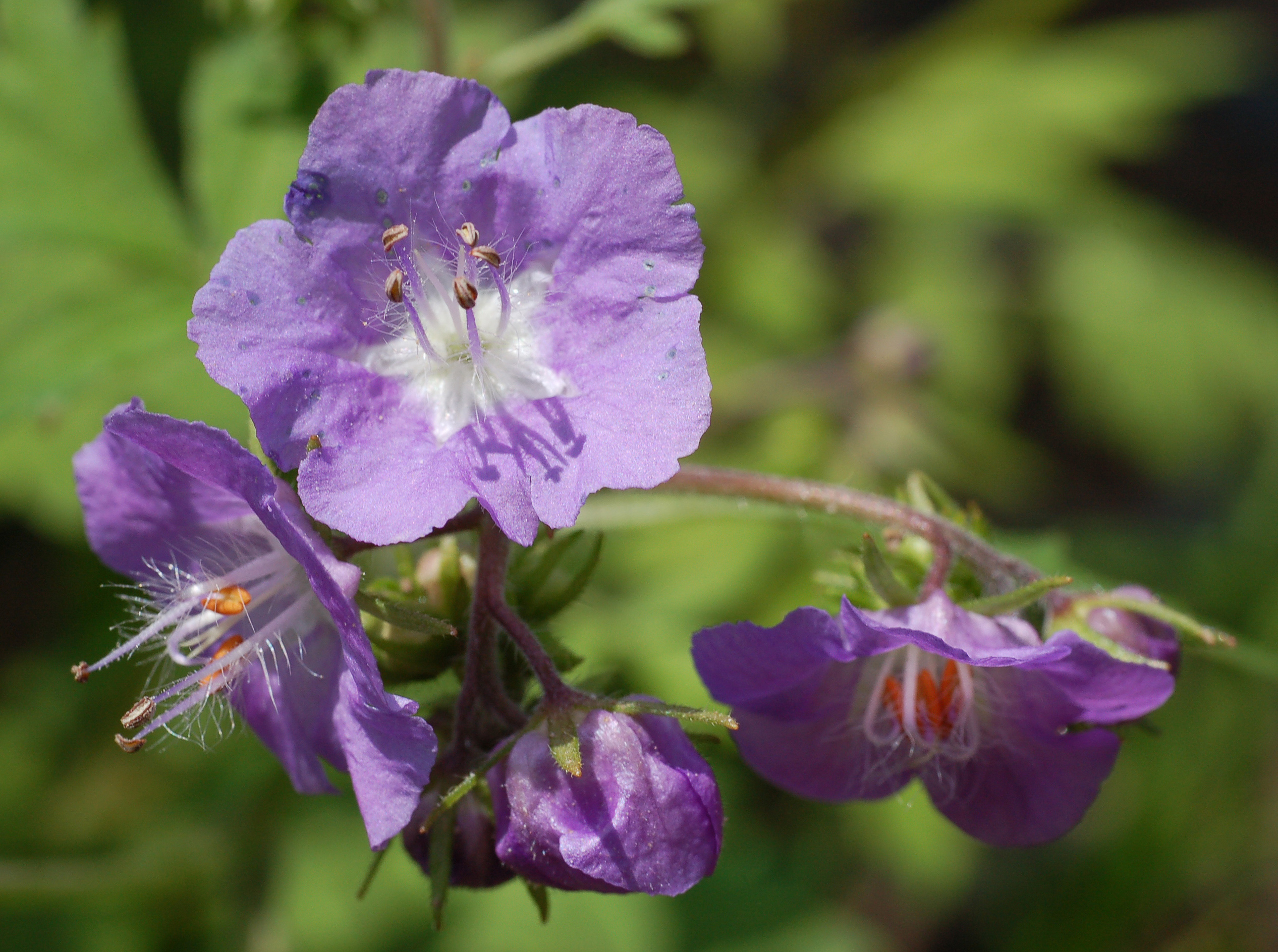
Podčeleď Hydrophylloideae: svazenka Phacelia bipinnatifida
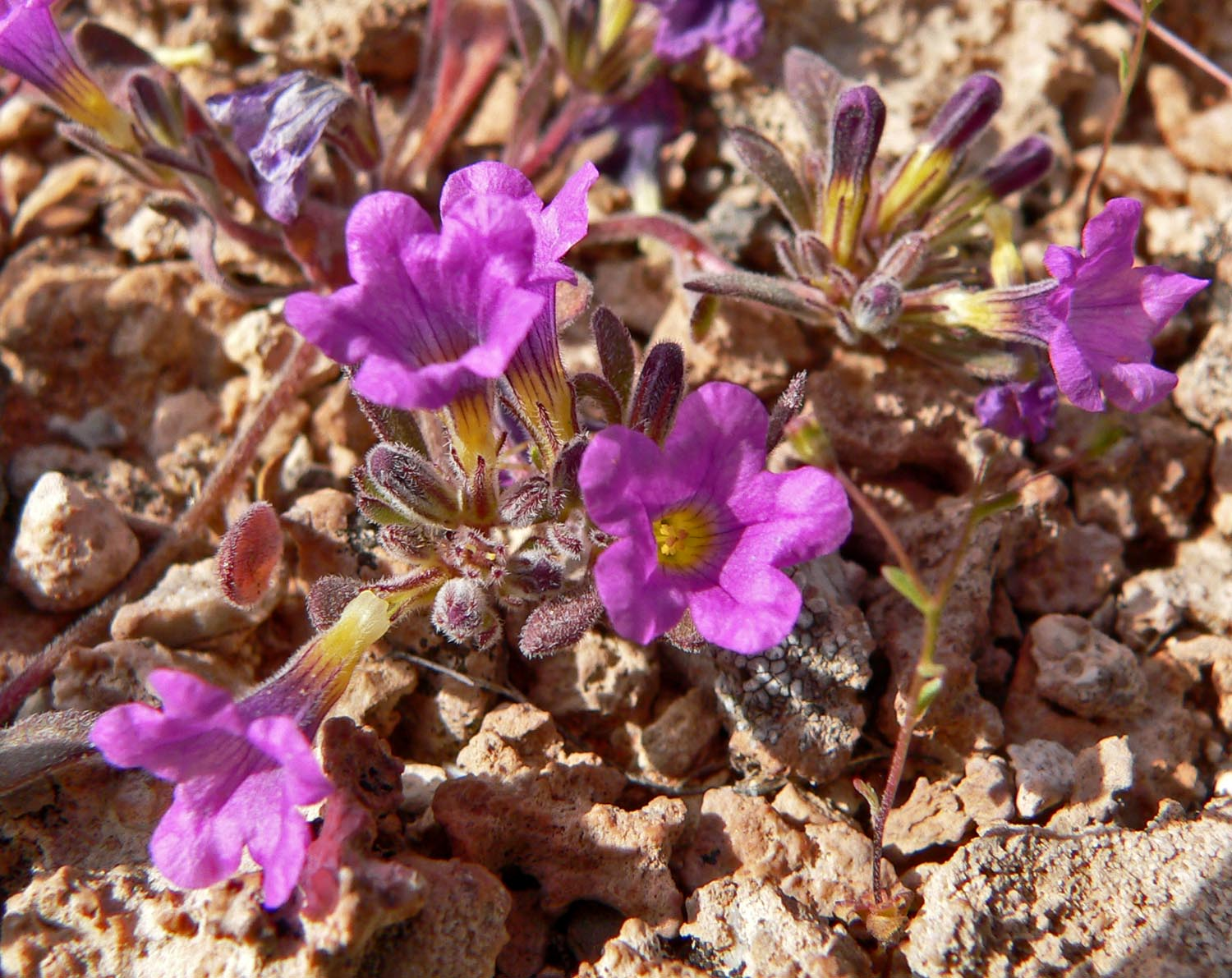
Podčeleď Hydrophylloideae: Nama demissum
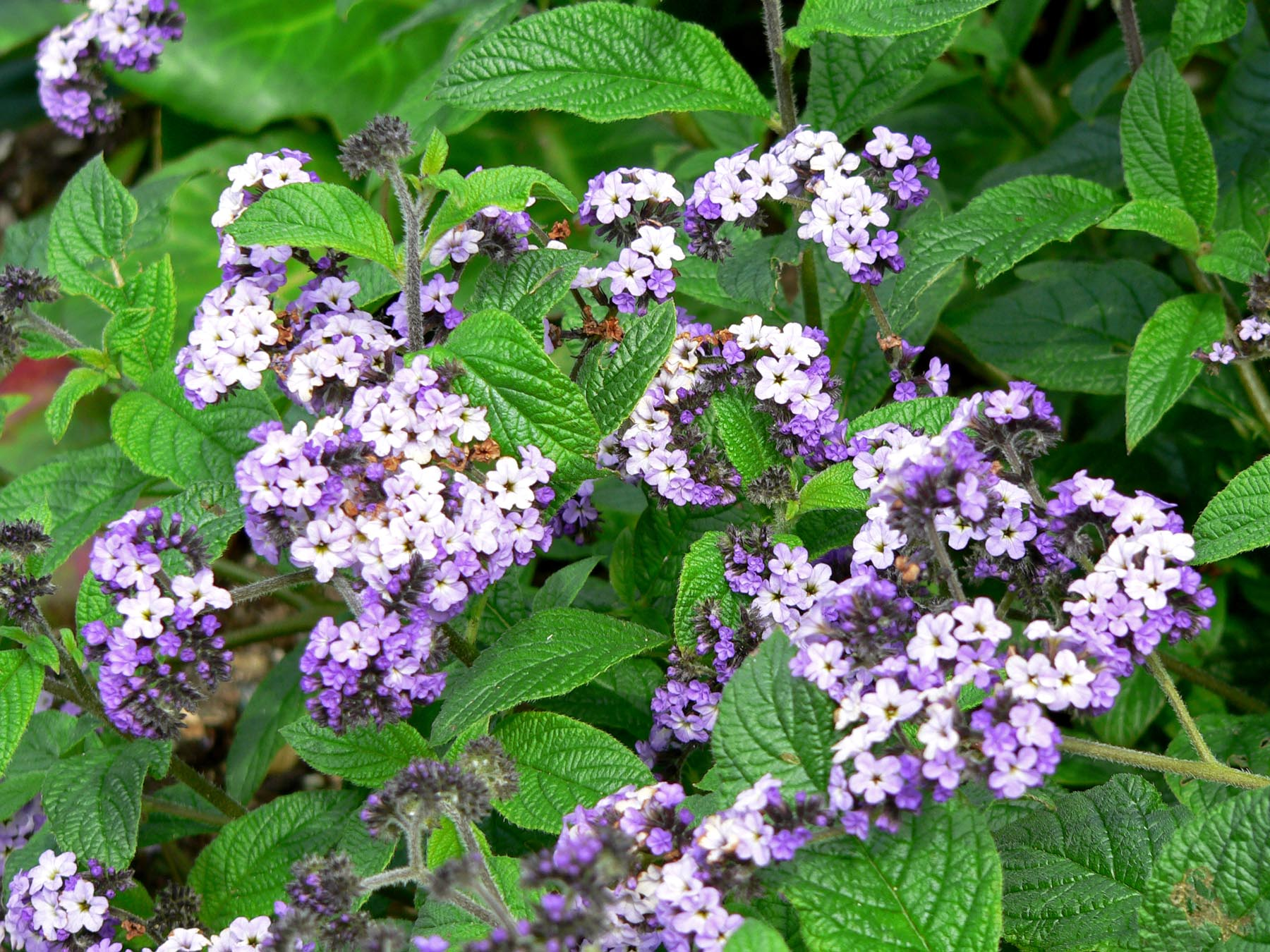
Podčeleď Heliotropioideae: otočník peruánský (Heliotropium arborescens)
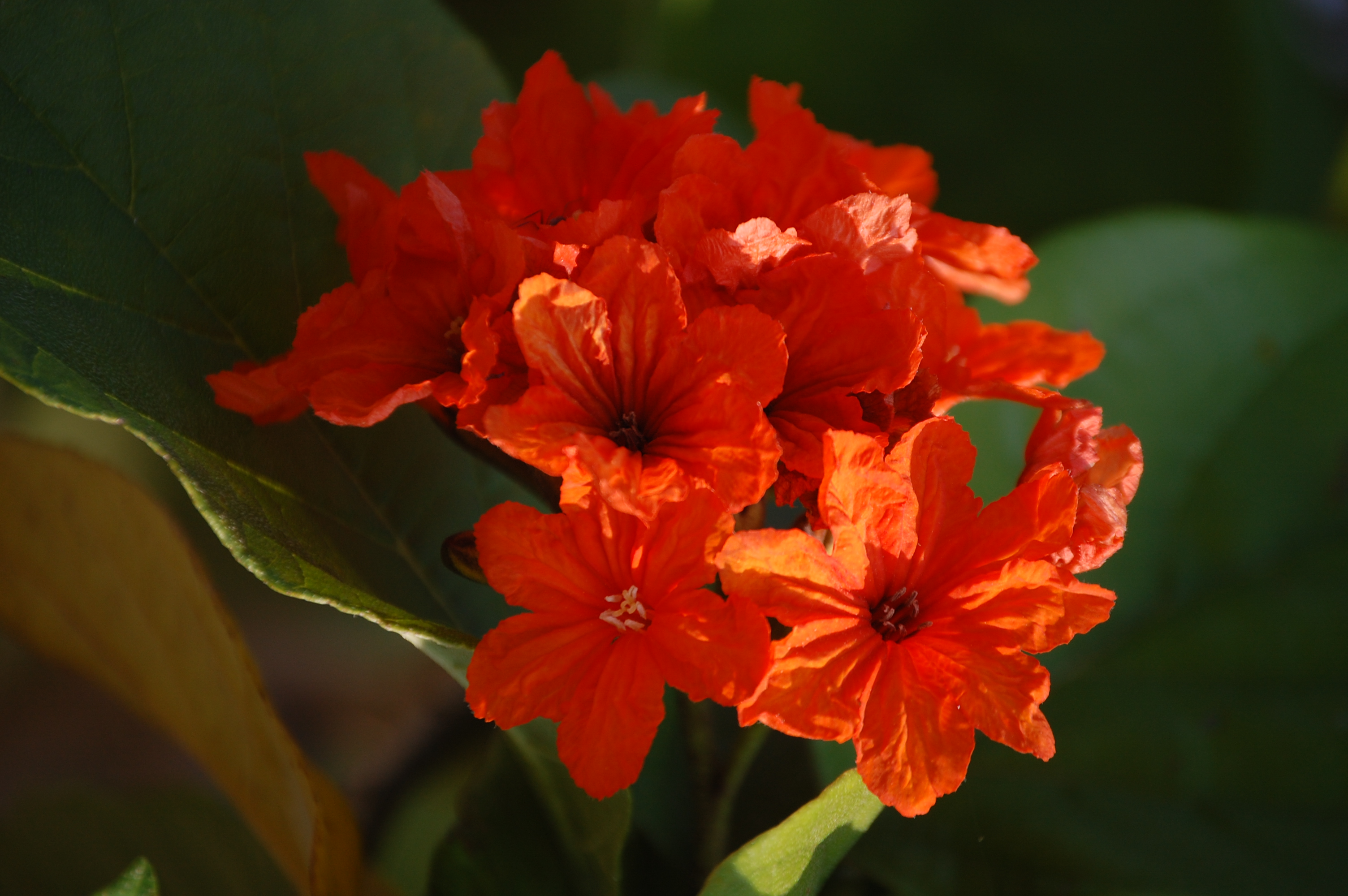
Podčeleď Cordioideae: Cordia sebestena
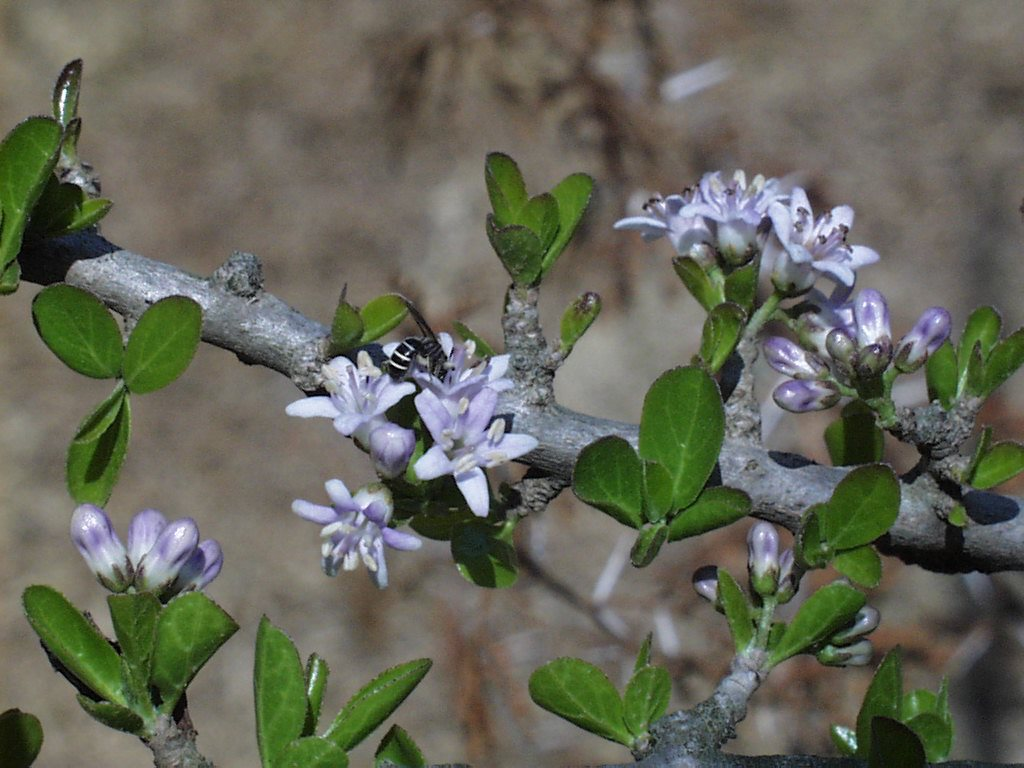
Podčeleď Ehretioideae: Ehretia rigida
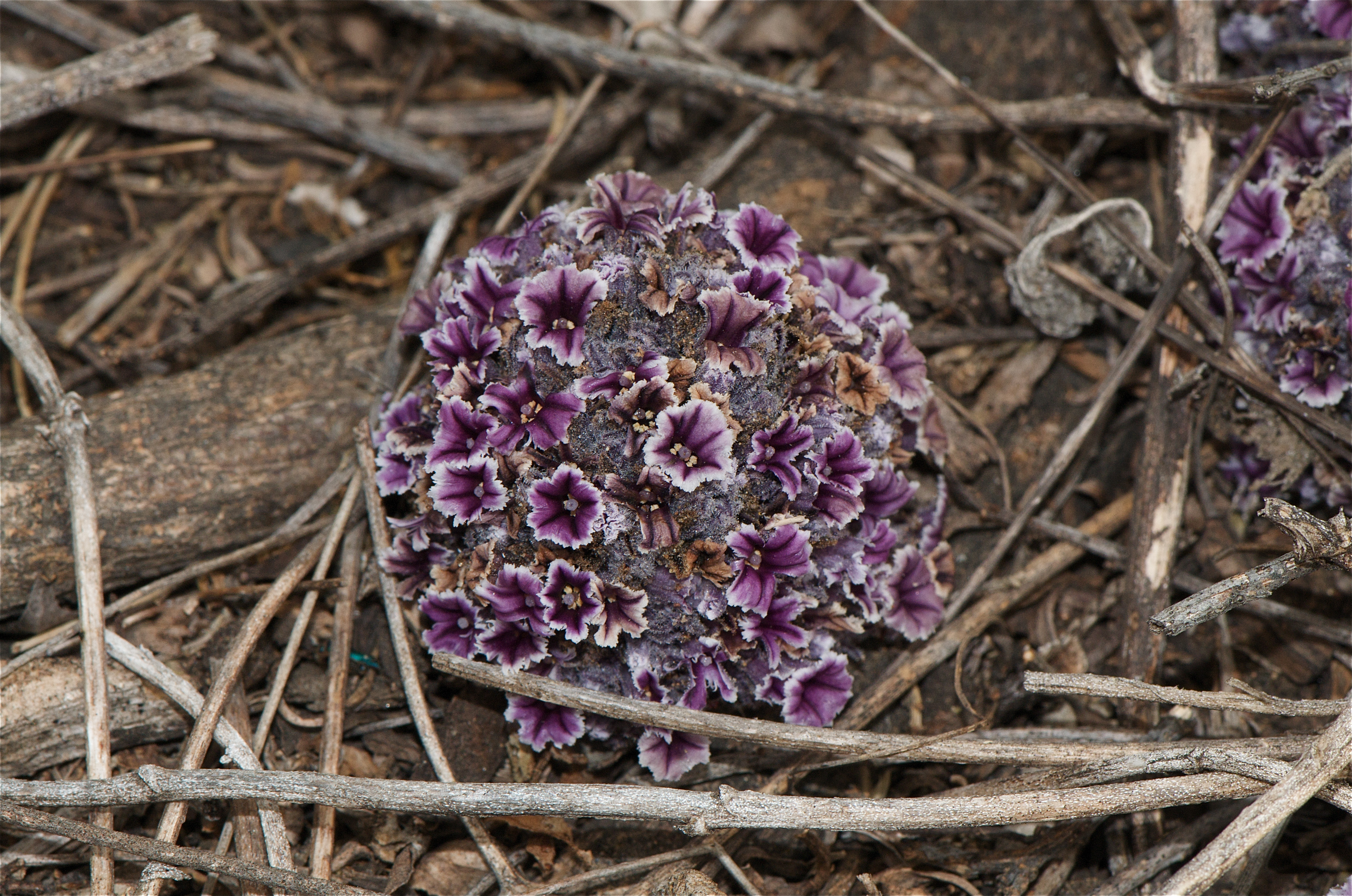
Podčeleď Lennooideae: Pholisma arenarium

## Rozšíření

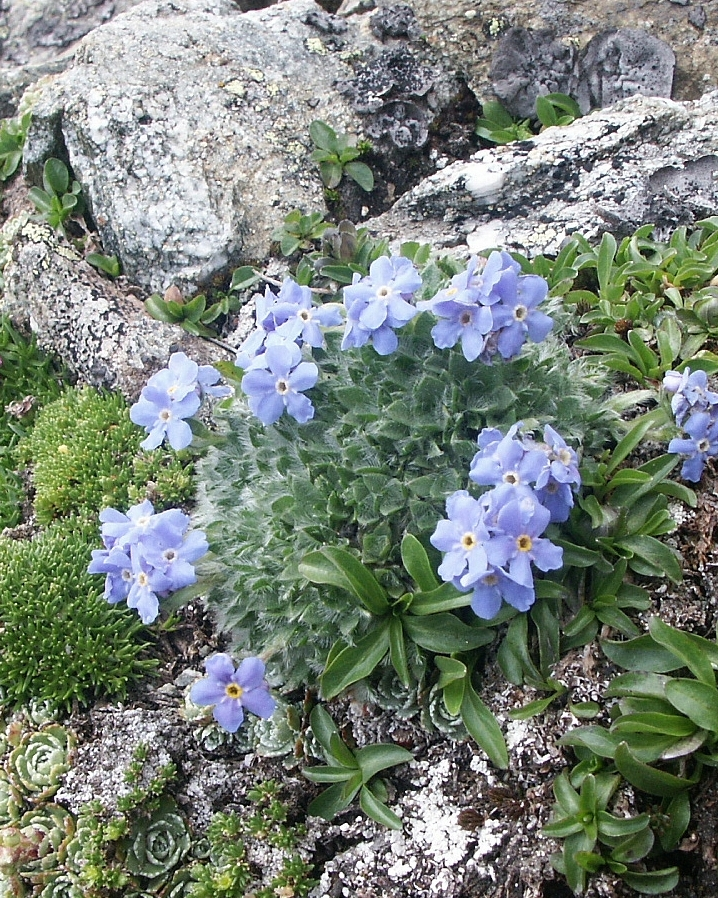
Pomněnečka nízká
(Eritrichium nanum)

Brutnákovité se vyskytují po celém světě od tropů po oblasti mírného pásu. Hlavní centra diversity jsou v Eurasii od Středomoří po Írán a ve Střední a Jižní Americe. Preferují temperátní až teplé oblasti s periodou suššího období, v chladných
oblastech a ve vlhkých tropech jsou zřídkavější.
Ačkoliv se brutnákovité vyskytují především v teplejších oblastech, některé druhy osídlily i drsné prostředí velehor. V Himálaji se nejodolnější druhy Chionocharis hookeri a Trigonotis rotundifolia vyskytují i v nadmořské výšce přesahující 5 000 m nad mořem.
V Alpách dosahuje nízký polštářový druh pomněnečka nízká (Eritrichium nanum) hranice 3 000 m nad mořem.
Druhově nejbohatší rody jsou otočník (Heliotropium) a Cordia (asi 300 druhů), ruměnice (Onosma), Tournefourtia a Cryptantha (150 druhů) a pomněnka (Myosotis, asi 100 druhů).
Zhruba 50 rodů z celkového počtu je monotypických, tedy obsahujících jediný druh.

### Česká květena
V české květeně je čeleď zastoupena 16 rody a 36 druhy, z toho 11 druhů náleží do rodu pomněnka (Myosotis).
Všechny v ČR původní druhy náležejí do podčeledi Boraginoideae. Většina zástupců je na našem území vázána na výslunná přirozená, polopřirozená nebo ruderální stanoviště v teplejších oblastech: kamejka lékařská (Lithospermum officinale), ruměnice písečná (Onosma arenaria), voskovka menší (Cerinthe minor), hadinec (Echium), pipla osmahlá (Nonea pulla), pilát lékařský (Anchusa officinalis), prlina rolní (Lycopsis arvensis), ostrolist poléhavý (Asperugo procumbens), strošek (Lappula), užanka (Cynoglossum).
Některé teplomilné druhy jsou jednoleté polní plevele: otočník evropský (Heliotropium europaeum), kamejka rolní
(Lithospermum arvense). Jen menšina jsou hajní byliny a byliny lužních lesů a lesních lemů: kamejka modronachová (Lithospermum purpureocaeruleum), plicníky (Pulmonaria), kostival hlíznatý (Symphytum tuberosum), pupkovec pomněnkový (Omphalodes scorpioides), též vlhkomilné byliny: kostival lékařský (Symphytum officinale) a kostival český (S. bohemicum), nebo rostlina zastíněných sutí a zřícenin, lopuštík skloněný (Hackelia deflexa). Nicméně různé druhy rodu pomněnka (Myosotis) se vyskytují na širokém spektru biotopů.
Ojediněle zplaňují některé pěstované druhy: brutnák lékařský (Borago officinalis), pupkovec jarní (Omphalodes verna),
pupkovec Omphalodes linifolia, hajnička Menziesova (Nemophila menziesii), kostival drsný (Symphytum asperum),
pomněnkovec velkolistý (Brunnera macrophylla), pipla žlutá (Nonea lutea), plícněnka sibiřská (Mertensia sibirica).
Některé druhy jsou vzácně a přechodně zavlékány ze Středomoří: pilátka vždyzelená (Pentaglottis sempervirens),
pilát modrý (Anchusa azurea), otočník evropský (Heliotropium europaeum), z východní Evropy a Kavkazu pipla růžová (Nonea rosea) a strošek rozkladitý (Lappula patula).
Z polních kultur občas zplaňuje svazenka vratičolistá (Phacelia tanacetifolia) a příbuzné druhy, pocházející vesměs ze Severní Ameriky.
Nominátní poddruh kostivalu českého (Symphytum bohemicum), tedy S. bohemicum subsp. bohemicum,
je endemitem České kotliny.
Mezi kriticky ohrožené taxony na našem území náleží hadinec červený (Echium russicum, jižní Morava), silně ohrožený je kostival český (Symphytum bohemicum).

### Evropská květena
Mimo rodů již zmíněných v přehledu české květeny se v Evropě vyskytuje dalších 19 rodů. Většina z nich je zastoupena jediným, často
endemickým druhem: plícněnka Mertensia maritima na pobřežích severní Evropy, Macrotomia densiflora v Řecku, Mattiastrum lithospermifolium na Krétě, Elizaldia calycina v jz. Španělsku, Arnebia decumbens v jv. Rusku, Trigonotis peduncularis ve v. Rusku, Halacsya sendtneri v Albánii a Jugoslávii, pilátka vždyzelená (Pentaglottis sempervirens) v jz. Evropě, Argusia sibirica, Rochelia disperma a Trachystemon orientalis
v jv. Evropě, Neatostema apulum v téměř celém Středomoří.
Více druhy jsou zastoupeny rody kamejník (Alkanna, asi 20 druhů), pomněnečka (Eritrichium, 4 druhy), Moltkia
(3 endemické druhy v jižní Evropě), Rindera (3 druhy), Solenanthus (6 druhů), kamejnička (Lithodora, 7 druhů) a brutnák (Borago, 2 druhy).

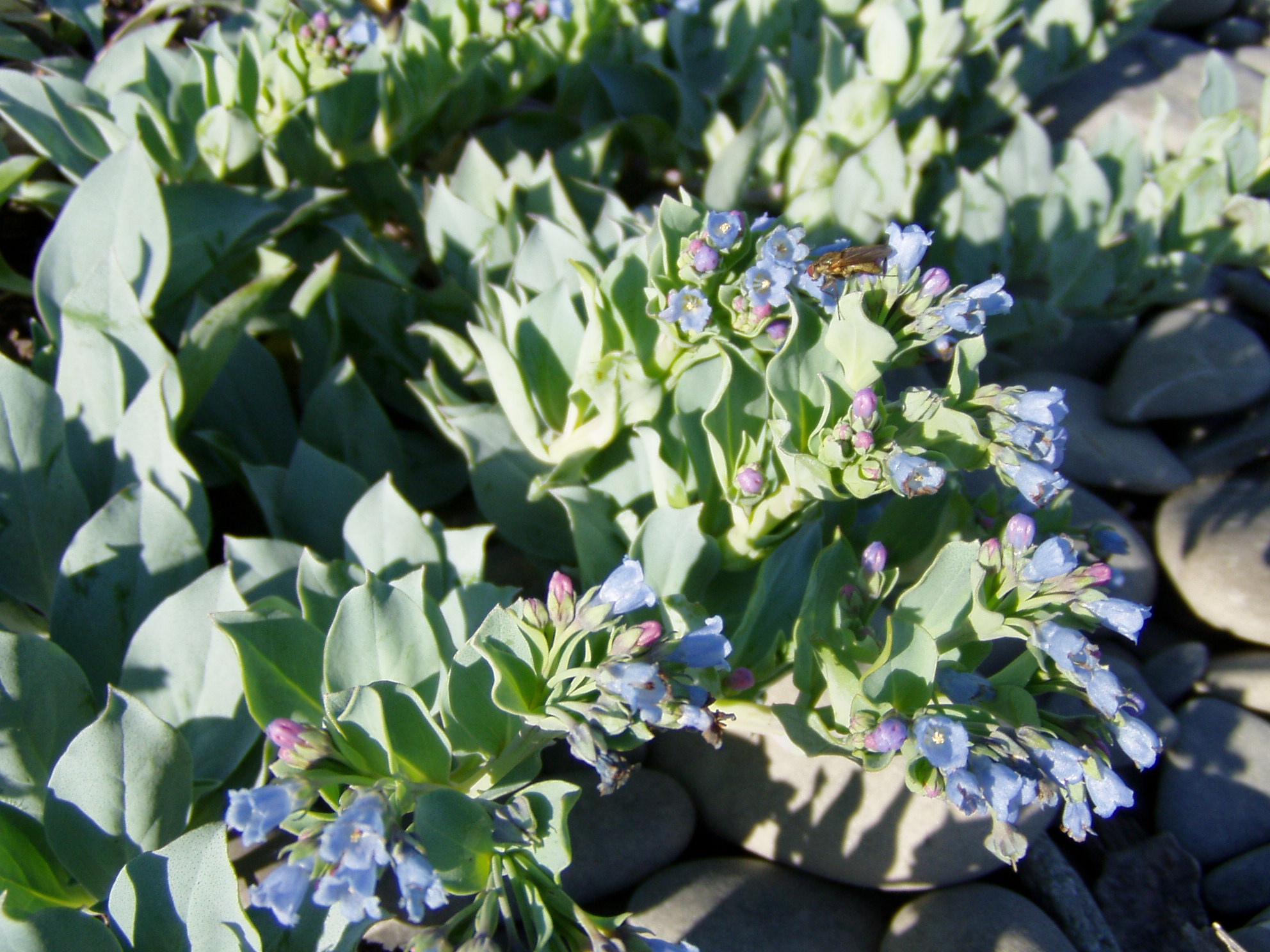
Plícněnka Mertensia maritima
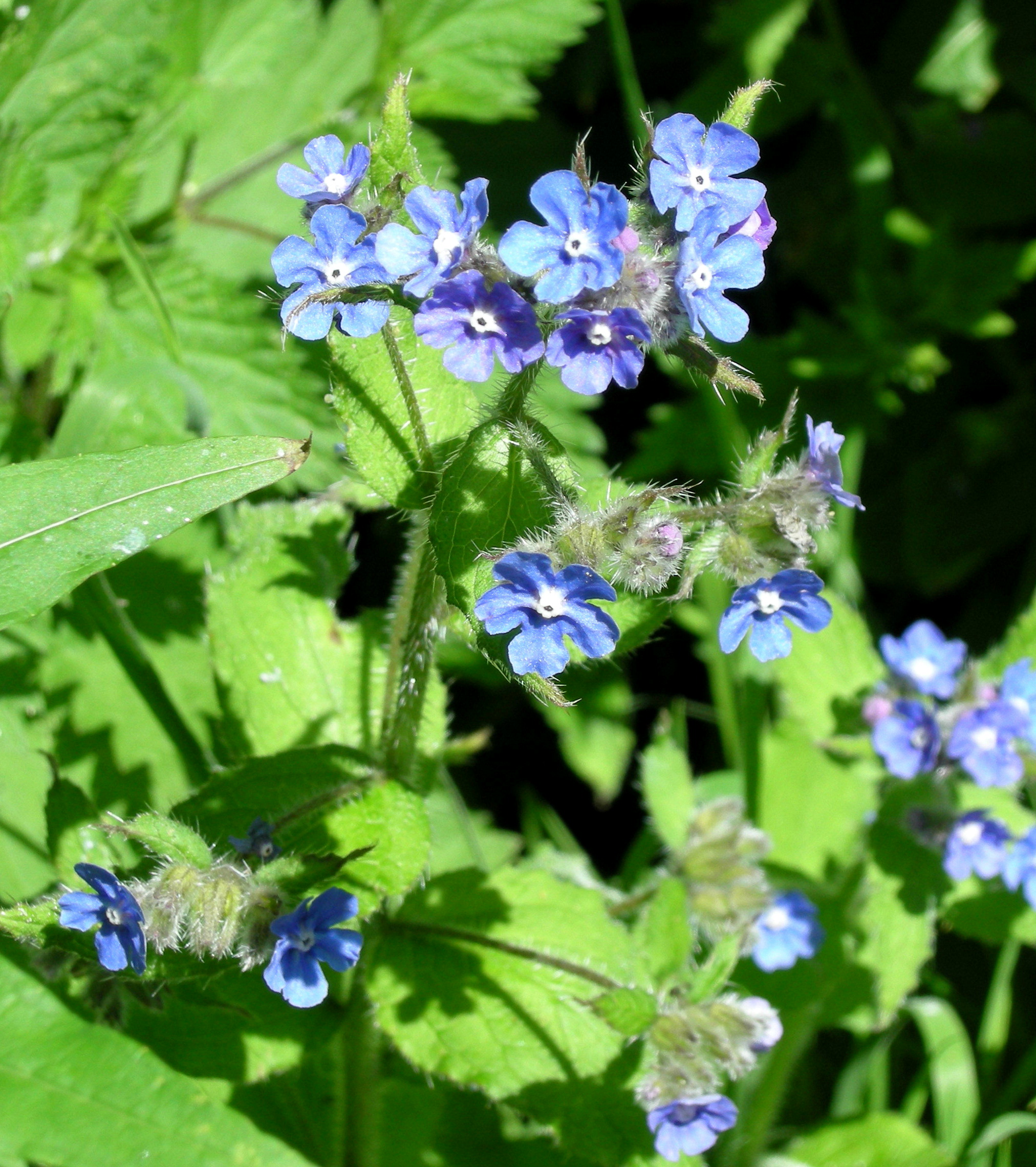
Pilátka vždyzelená (Pentaglottis sempervirens)
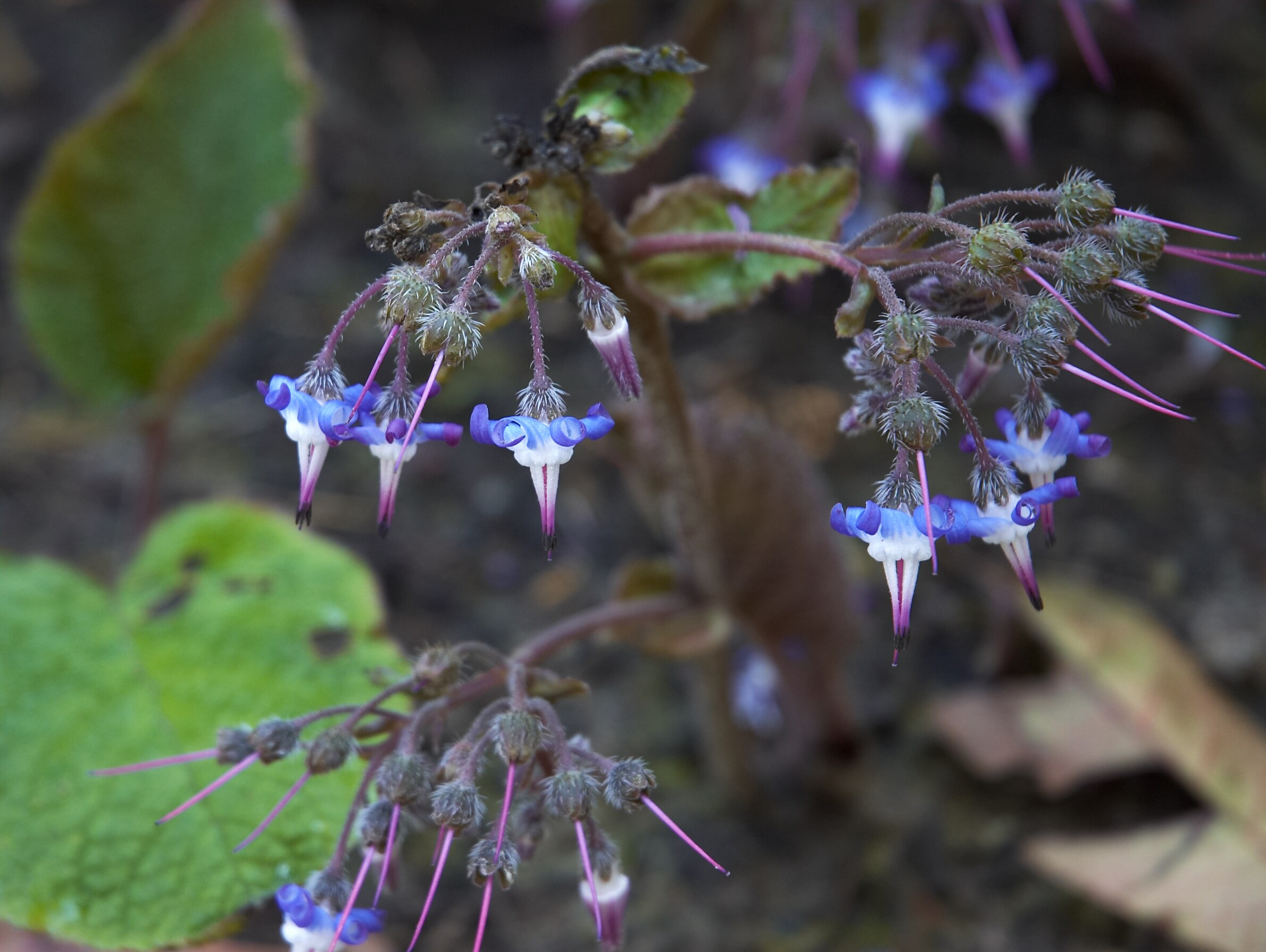
Trachystemon orientalis
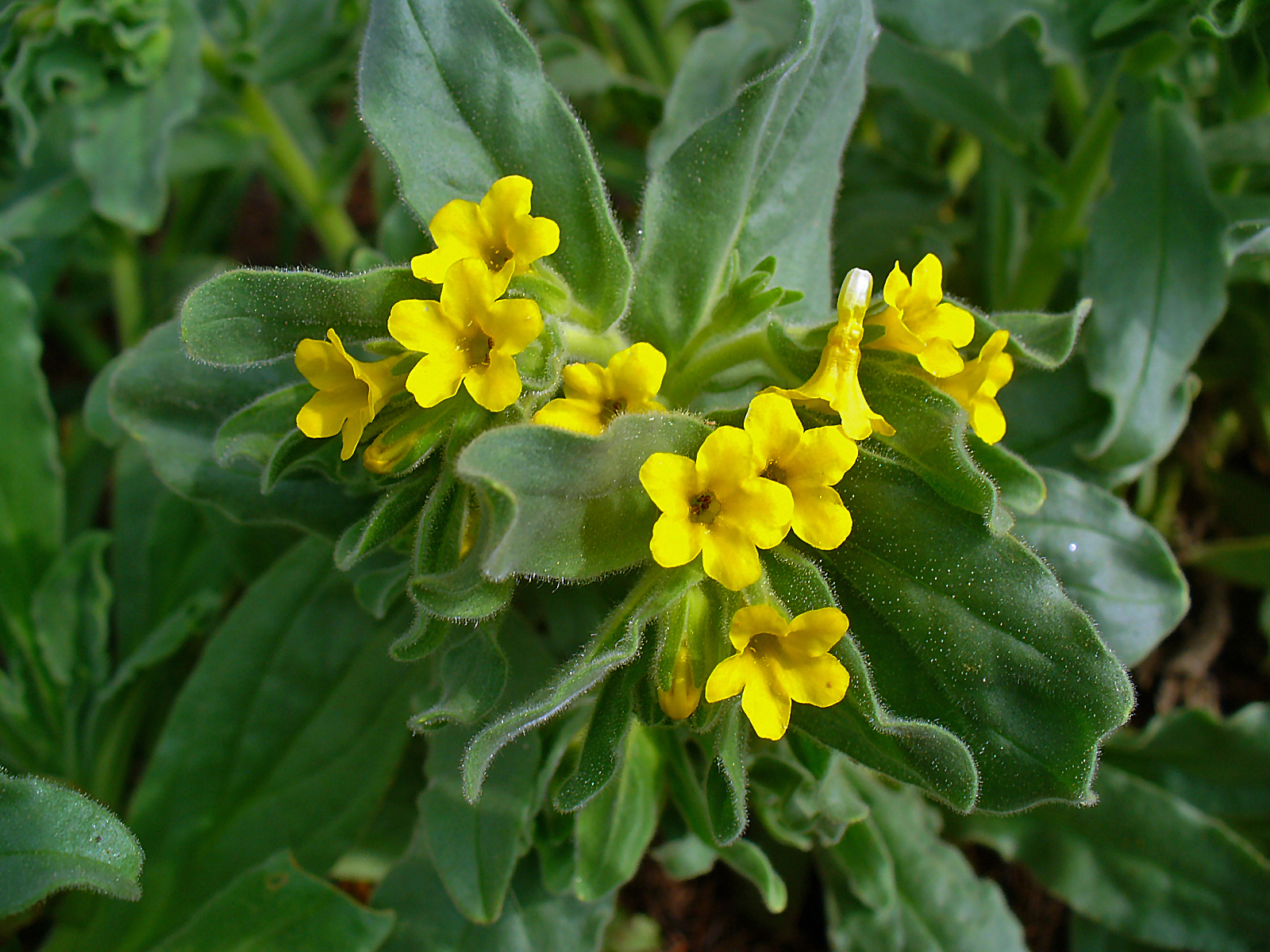
Kamejník Alkanna orientalis
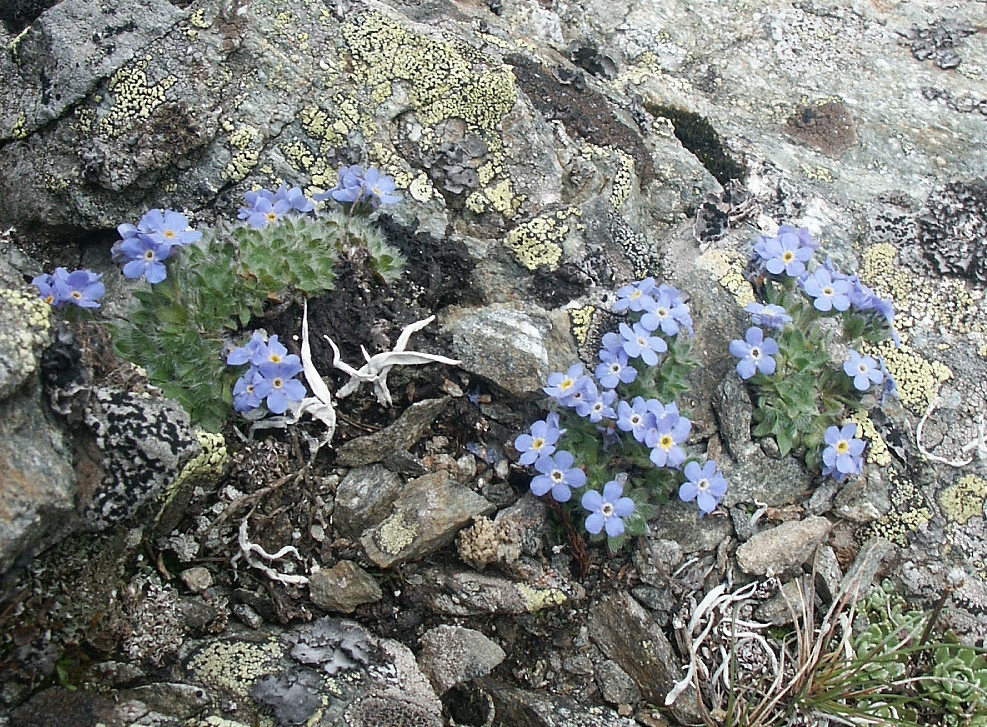
Pomněnečka nízká (Eritrichium nanum)
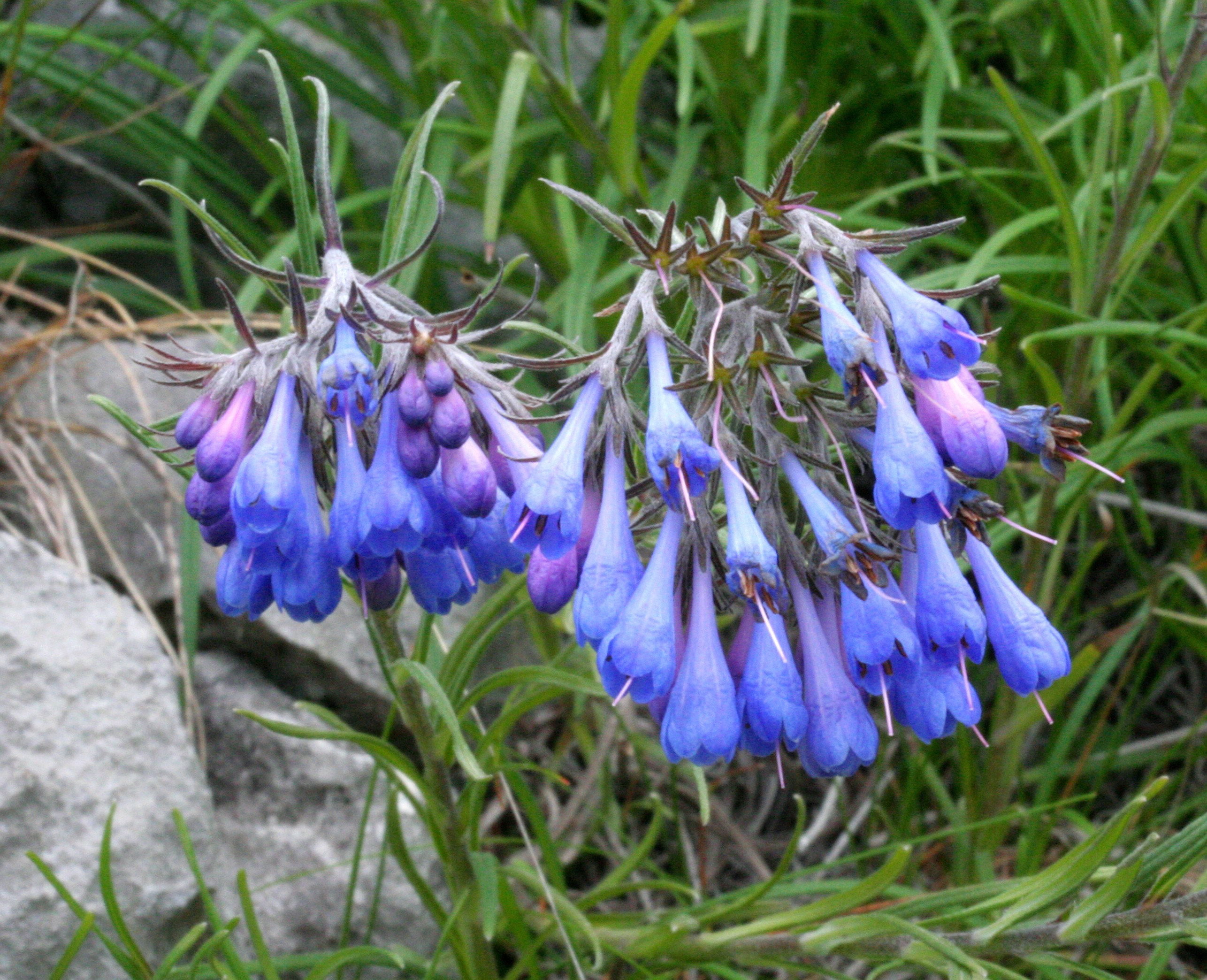
Moltkia suffruticosa
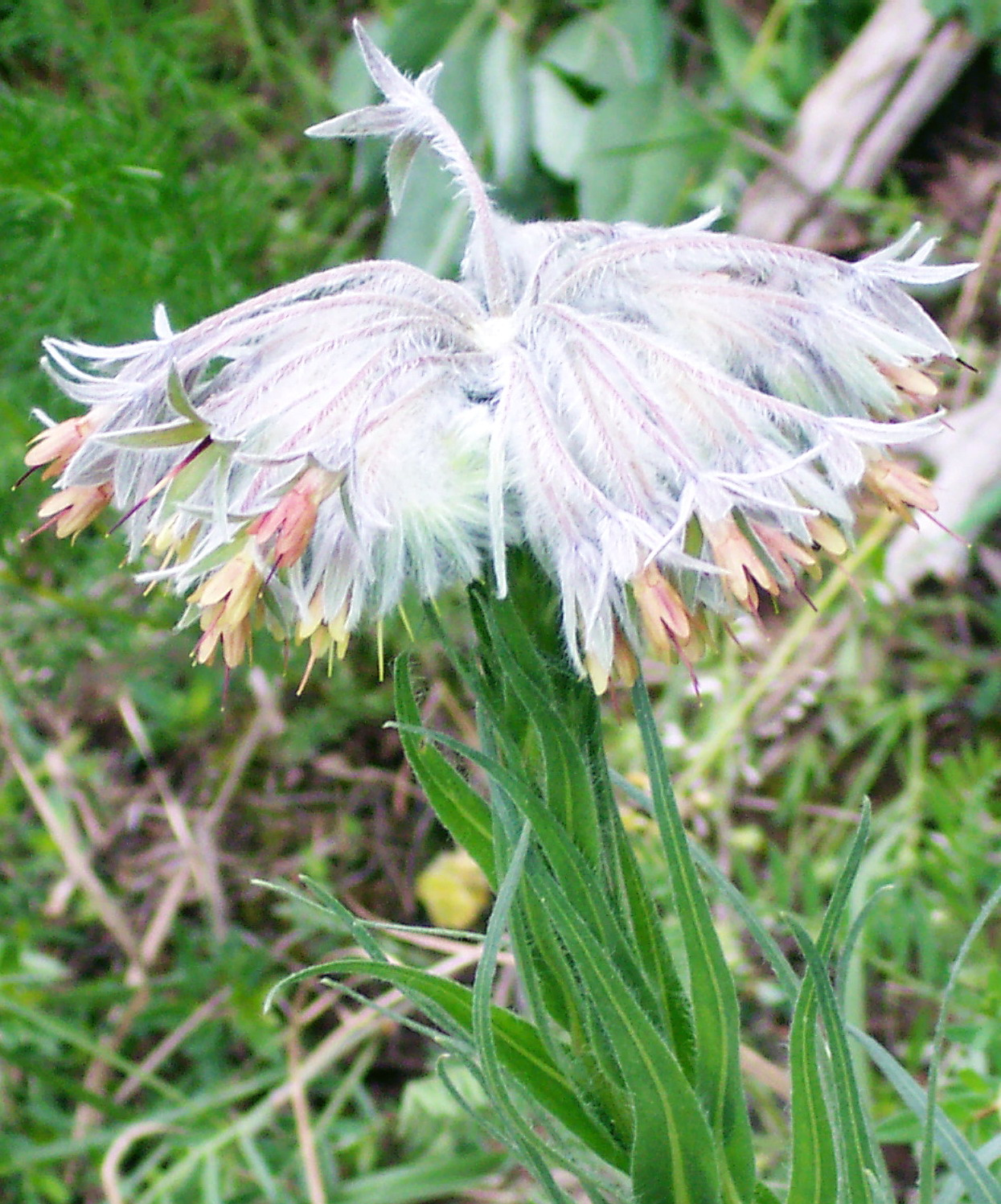
Rindera umbellata
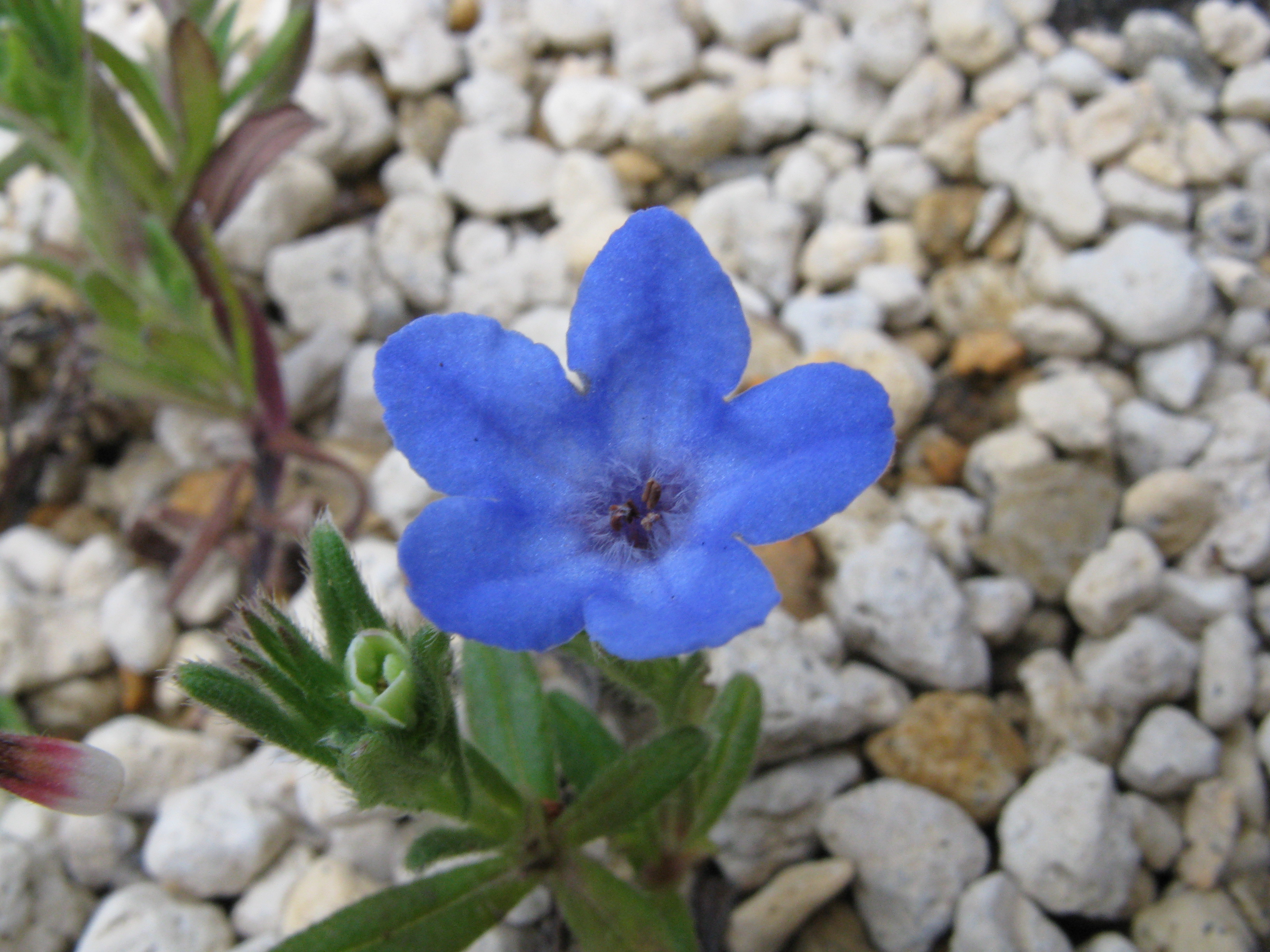
Kamejnička rozkladitá (Lithodora diffusa)

## Zástupci
- arnebie (Arnebia)
- brutnák (Borago)
- drsněnka[15] (Paracaryum)
- hadinec (Echium)
- hajnička (Nemophila)
- kakcinie (Caccinia)
- kamejka (Lithospermum)
- kamejnička (Lithodora)
- kamejník (Alkanna)
- kordie (Cordia)
- kostival (Symphytum)
- krabil (Ehretia)
- lopuštík (Hackelia)
- moltkie (Moltkia)
- ostrolist (Asperugo)
- otočník (Heliotropium)
- pilát (Anchusa)
- pipla (Nonea)
- plícněnka (Mertensia)
- plicník (Pulmonaria)
- pomíjivka (Ellisia)
- pomněnečka (Eritrichium)
- pomněnka (Myosotis)
- pomněnkovec (Brunnera)
- prlina (Lycopsis, syn. Anchusa)
- pupkovec (Omphalodes)
- rotula (Rotula)
- ruměnice (Onosma)
- strošek (Lappula)
- stružkovec (Hydrophyllum)
- svazenka (Phacelia)
- svitoun (Tournefortia)
- šetina (Rochelia)
- užanka (Cynoglossum)
- voskovka (Cerinthe)[16][17]

## Význam

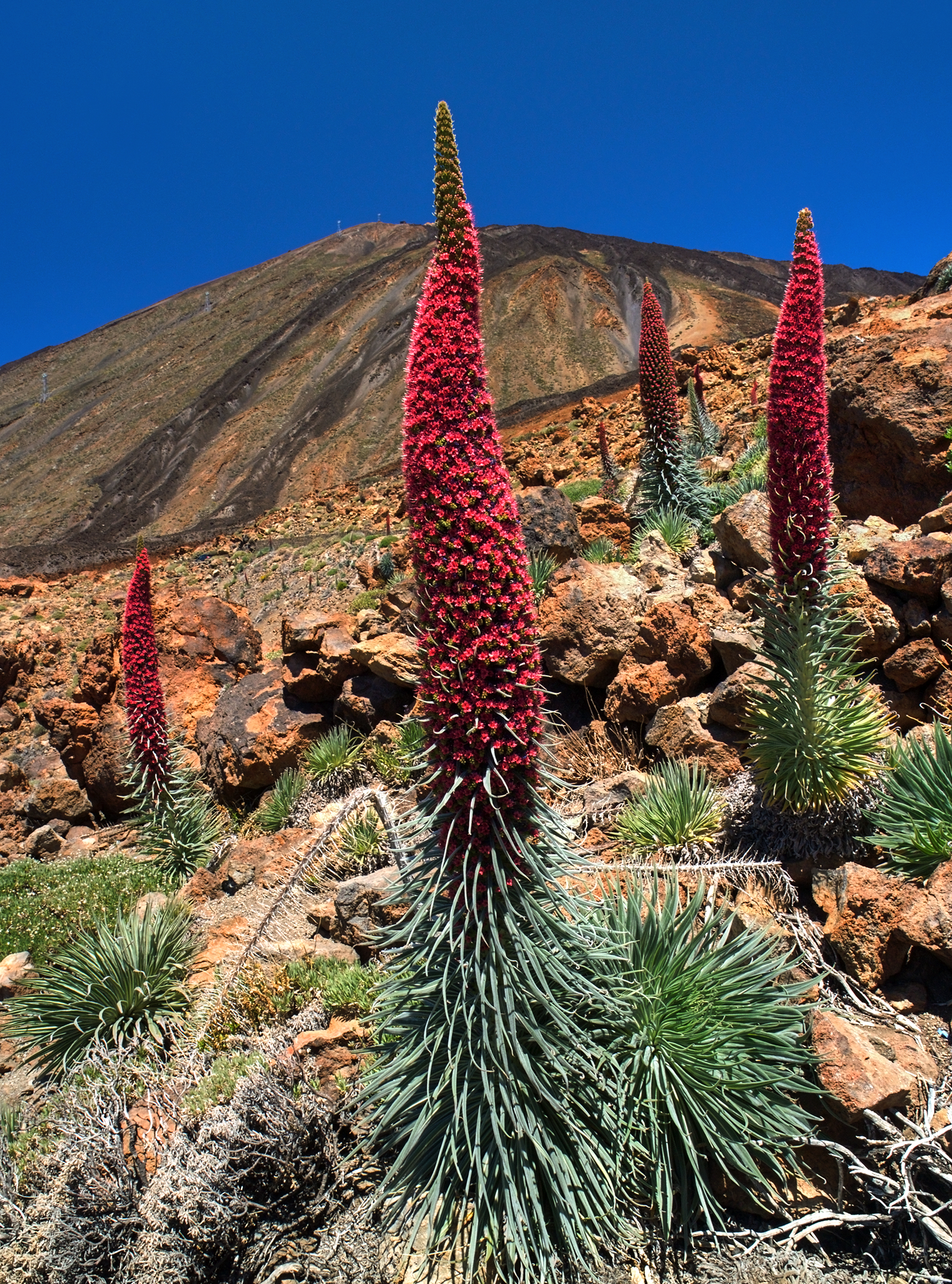
Hadinec Echium wildpretii

Mladé listy brutnáku lékařského (Borago officinalis) se pro osvěžující chuť a výrazné okurkové aroma přidávají do salátů, zeleninových směsí apod. Brutnák je pěstován v Evropě, Severní Americe, v Indii, Číně a na Novém Zélandu.
Peckovice různých druhů rodu Cordia mají většinou jedlou, ale nepříliš chutnou dužninu. Druh Cordia alliodora, kvetoucí latami bílých květů, je v Jižní Americe pěstován pro zastínění kávových plantáží a pro ozdobu.
Až 1 m vysoké stonky nezelené parazitické rostliny Pholisma sonorae byly významnou součástí jídelníčku Indiánů v ústí řeky Colorado. Jedli je syrové, pečené, smažené
nebo sušené mleté.
Svazenka vratičolistá (Phacelia tanacetifolia) a další druhy (P. ciliata, P. campanularia) se pěstují i v České republice
jako pícniny a nektarodárné rostliny.
Dřevo jihoamerického stromu Cordia glabrata je obchodováno pod názvem Louro preto. Je odolné vůči povětrnosti a má využití např. při stavbě lodí.
Kořen kamejníku barvířského (Alkanna tinctoria) obsahuje červené naftochinonové barvivo alkanin, rozpustné
v lihu, etheru a silicích.
Alkanová červeň je používána k barvení potravin, limonád, mastí a textilií.
Mnohé druhy brutnákovitých mají využití jako okrasné rostliny. Z trvalek je to např. kamejnička rozkladitá (Lithodora diffusa), pomněnkovec velkolistý
(Brunnera macrophylla) a rostliny z rodů plicník (Pulmonaria), plícněnka (Mertensia) a pomněnka (Myosotis).
Různé druhy převážně novozélandských pomněnek nacházejí uplatnění jako skalničky.
Mezi častěji pěstované letničky náleží např. otočník peruánský (Heliotropium arborescens), hajnička Menziesova (Nemophila menziesii) a hajnička skvrnitá (N. maculata).
Botanickou zajímavostí je vysoký endemismus hadinců na Kanárských ostrovech (ze 24 zde rostoucích druhů je 23 endemických) stejně jako
jejich růstová forma. Nejrobustnější druhy mají dřevnatý stonek a vyznačují se hustým, válcovitým, až 3 metry vysokým květenstvím.

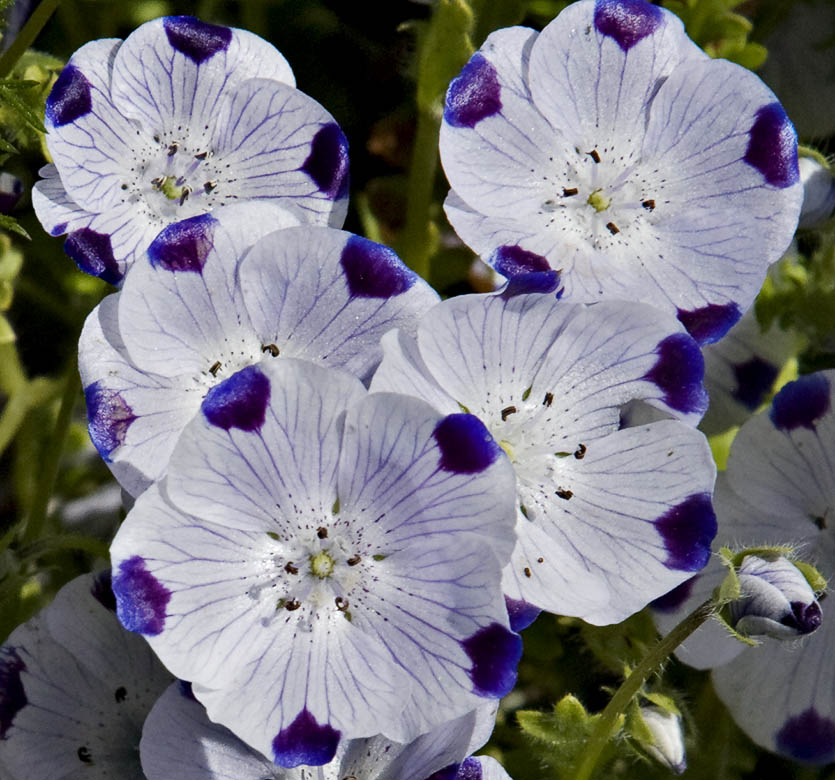
Hajnička skvrnitá (Nemophila maculata)
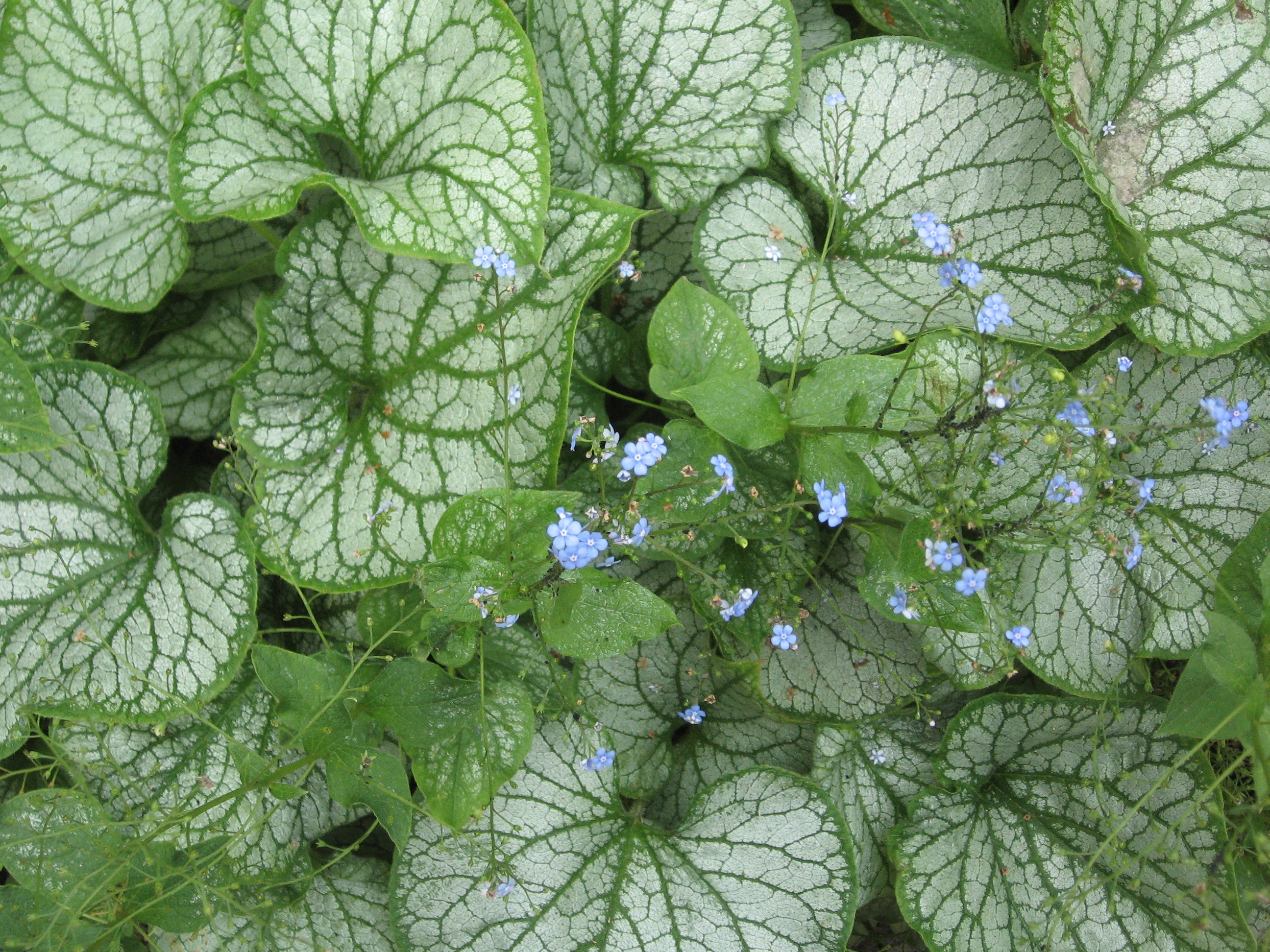
Pomněnkovec velkolistý (Brunnera macrophylla) 'Jack Frost'
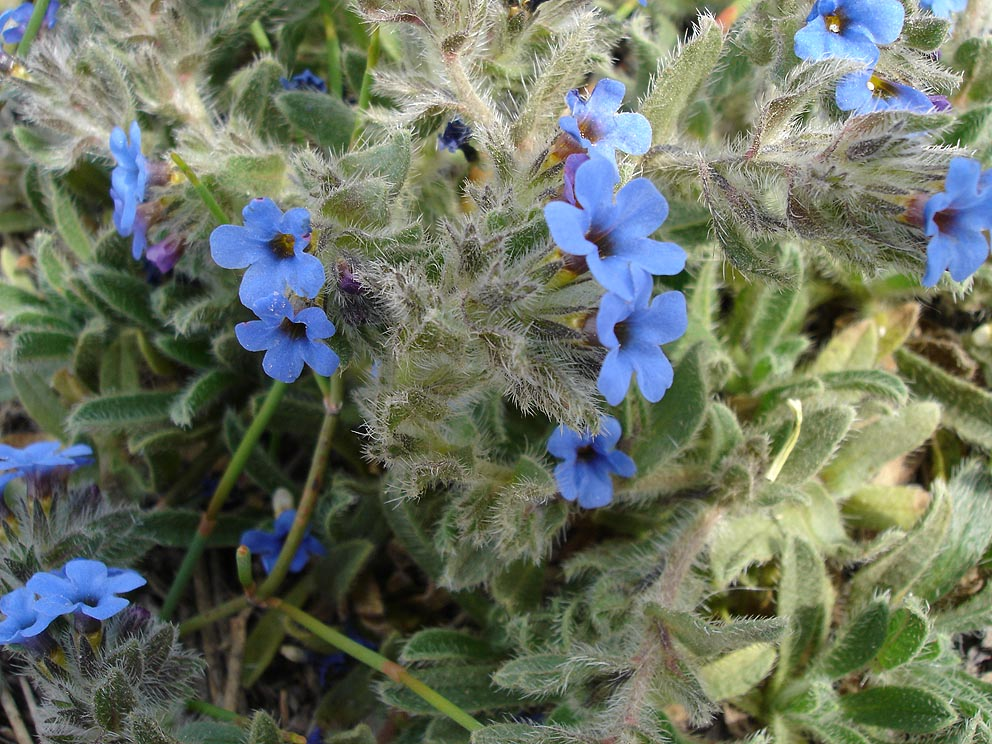
Kamejník barvířský (Alkanna tinctoria)
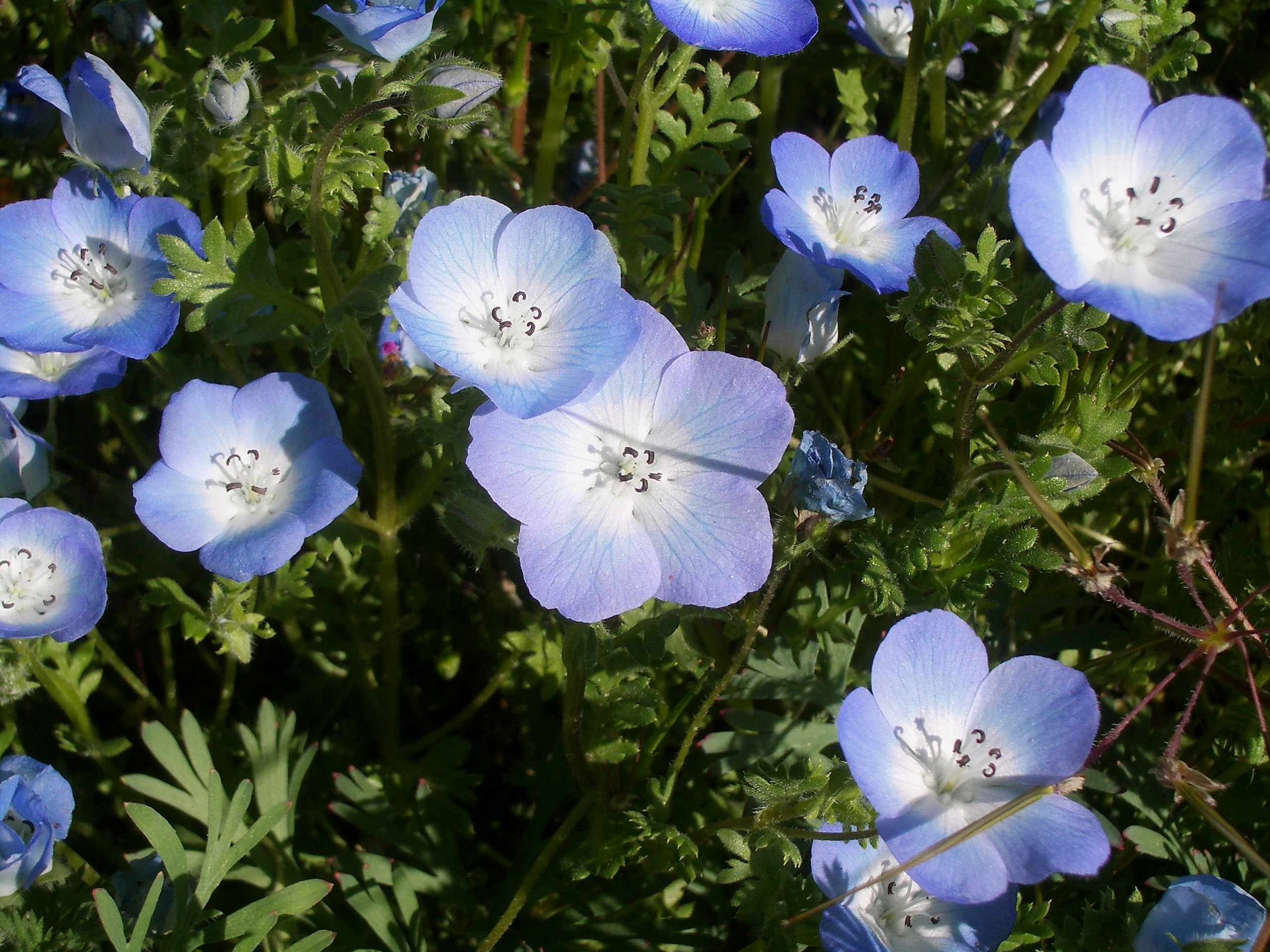
Hajnička Menziesova (Nemophila menziesii)
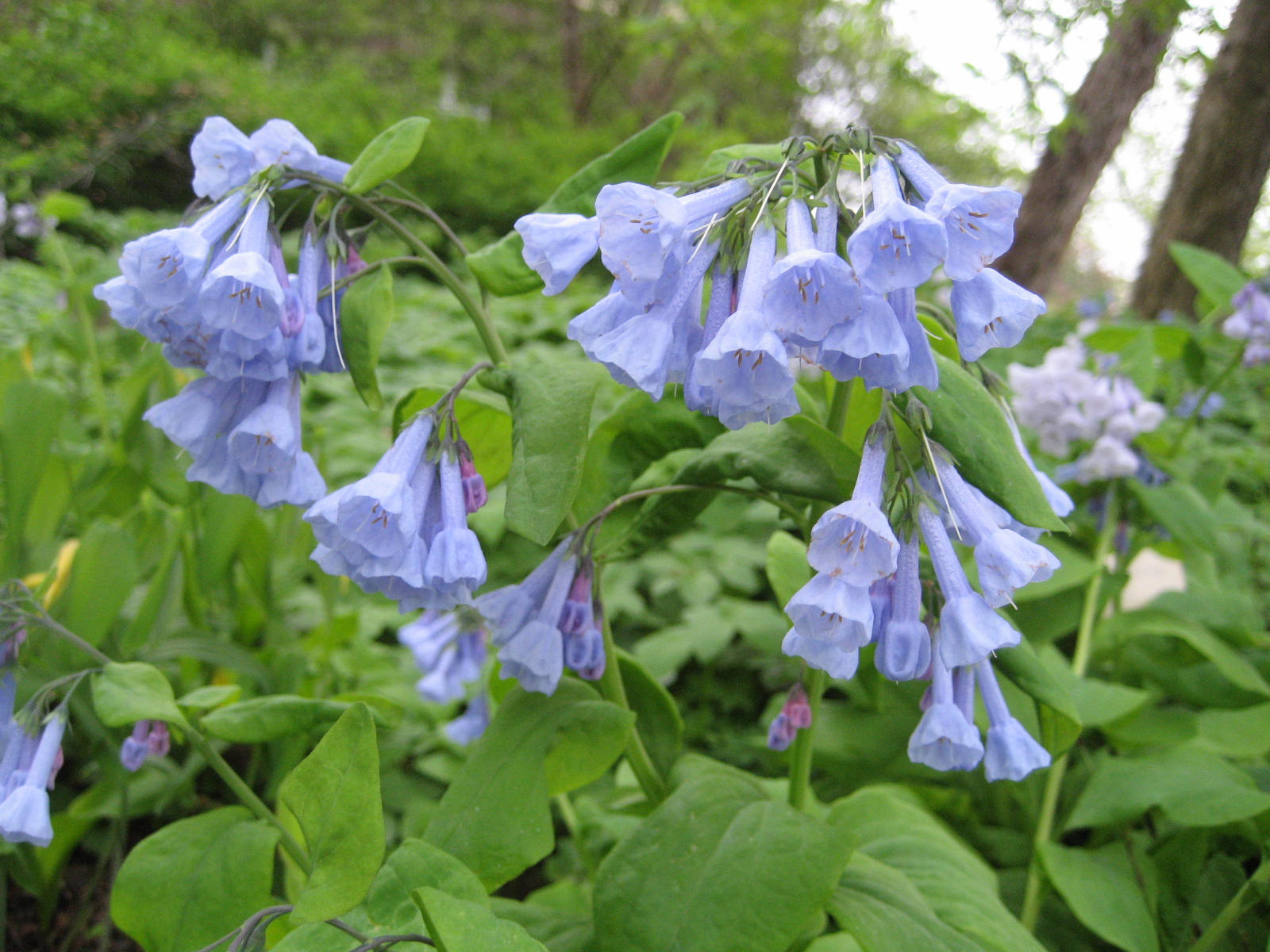
Plícněnka Mertensia virginica
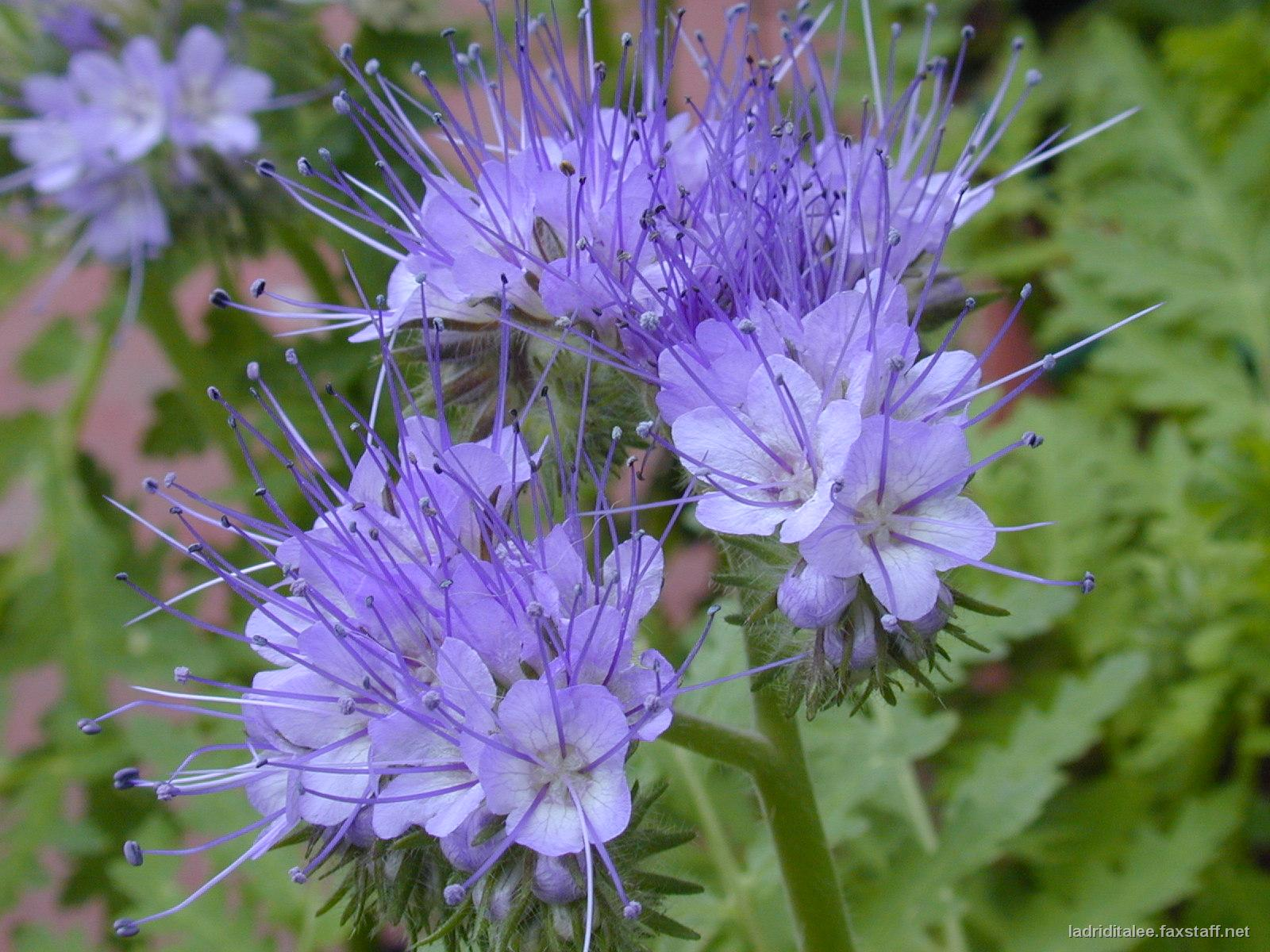
Svazenka vratičolistá (Phacelia tanacetifolia)
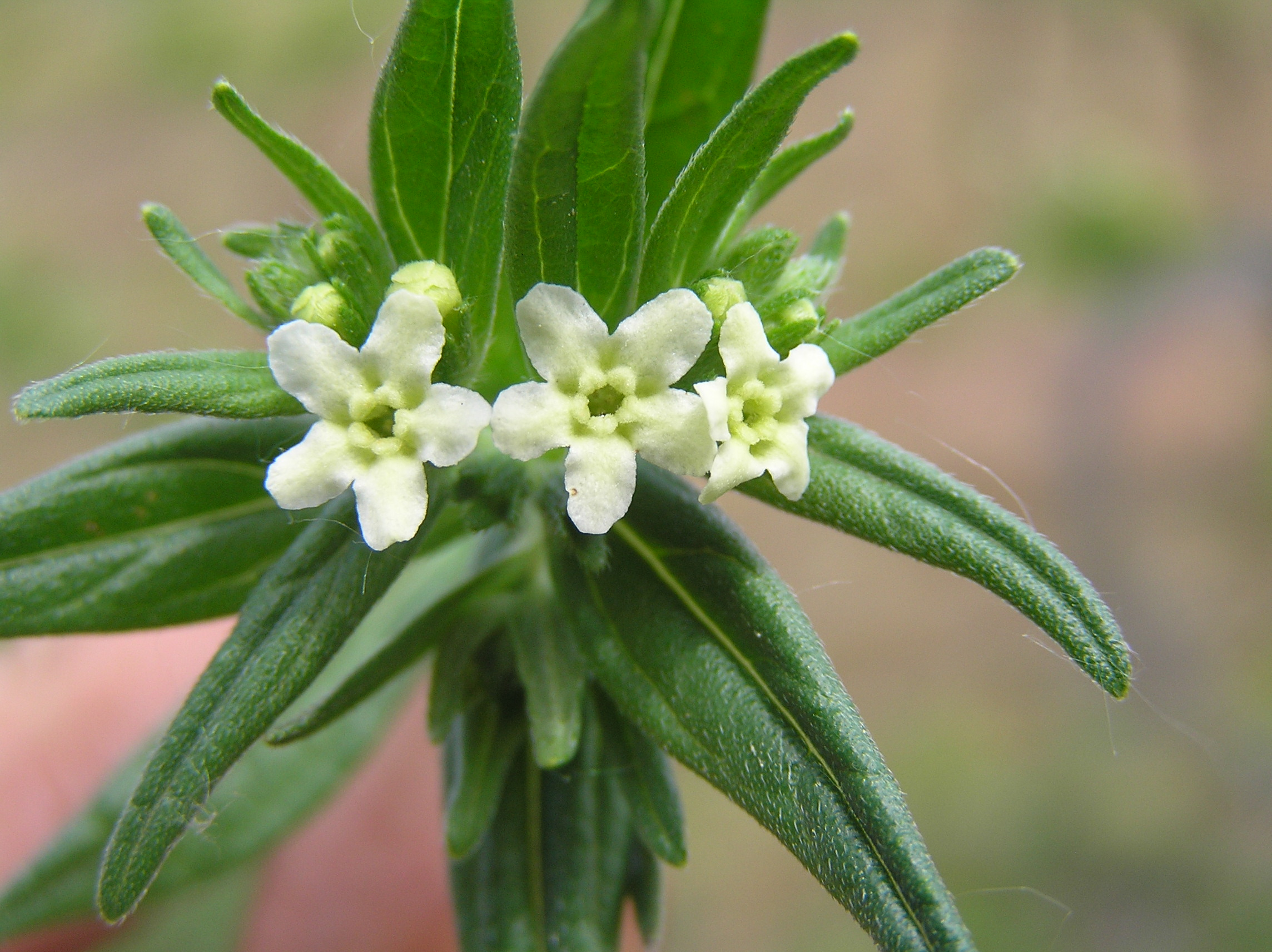
Kamejka lékařská (Lithospermum officinale)
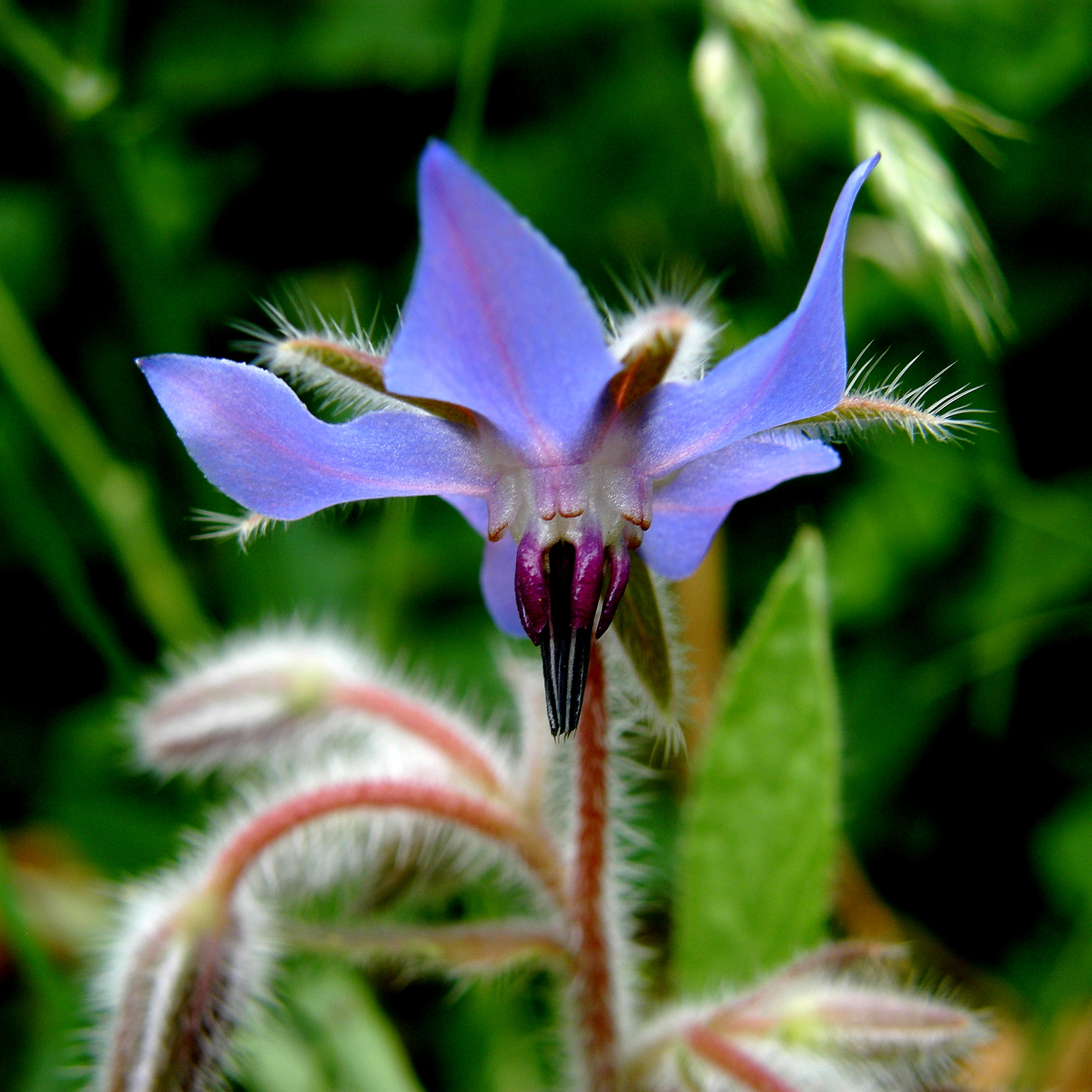
Brutnák lékařský (Borago officinalis)

## Lékařství a léčitelství

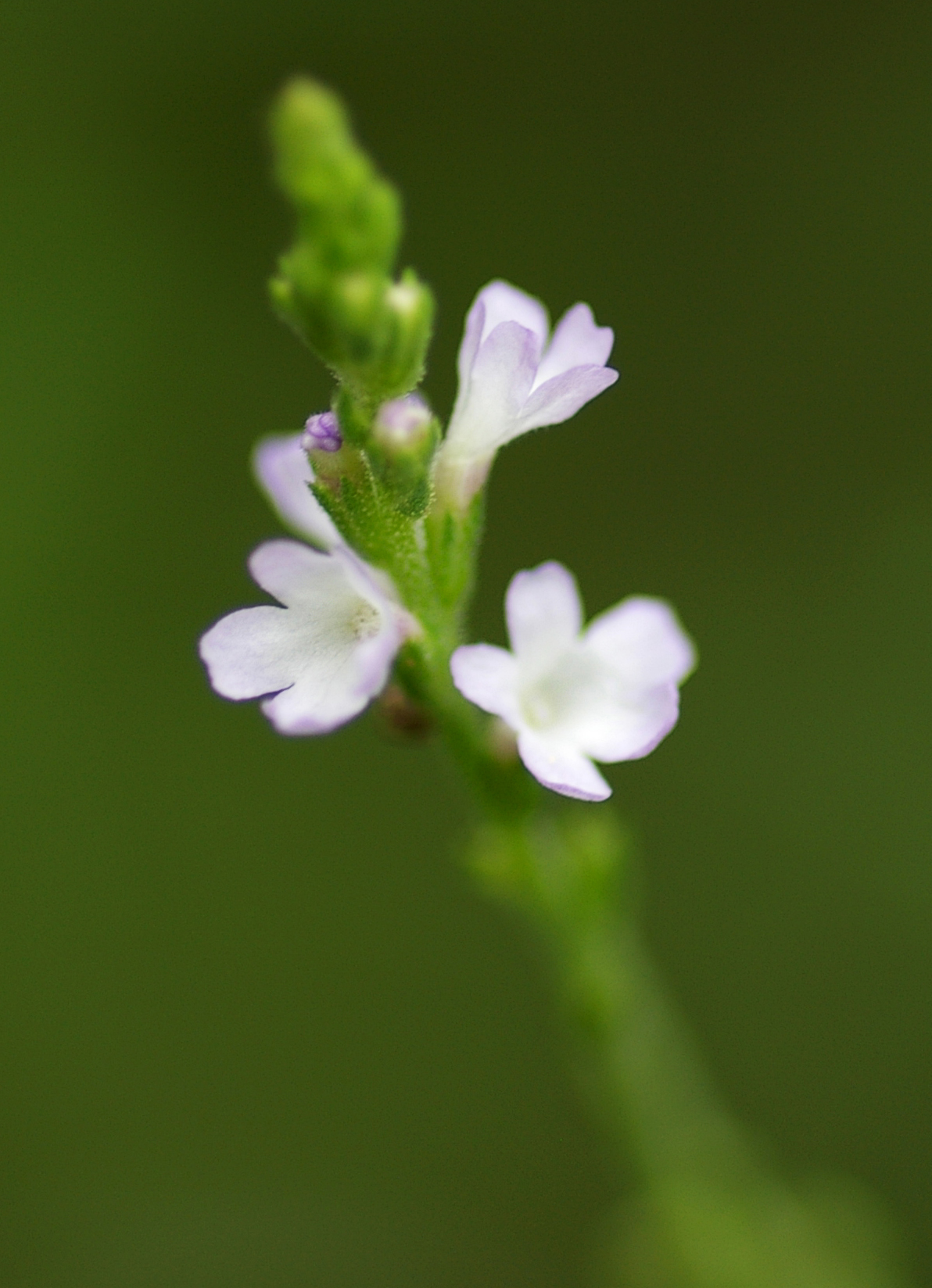
Kamejka
Lithospermum erythrorhizon

Účinnými látkami jsou jednak pyrrolizidinové alkaloidy, dále pak derivát purinu allantoin a slizy,
v některých případech i naftochinonová barviva, saponiny a třísloviny.
Mnohé druhy brutnákovitých se v minulosti hojně používaly v tradiční medicíně, vzhledem k prokázanému hepatotoxickému a také
karcinogennímu účinku obsažených alkaloidů bylo od jejich vnitřního užívání téměř upuštěno.
Široce se využíval např. hadinec obecný (Echium vulgare), který rychle tlumí bolesti při žaludečním vředu a hojivě působí na zanícené sliznice trávicího a dýchacího traktu. Při opatrném dávkování je dnes doporučen k užívání např. kostival lékařský (Symphytum officinale) při léčení žaludečních vředů a narušených sliznic, dále plicník lékařský (Pulmonaria officinalis), působící hojivě při zánětlivých onemocněních především v oblasti plic. Ve starém Řecku a Římě byla užanka lékařská (Lithospermum officinale) jediným tehdy známým prostředkem proti ledvinovým kamenům, též byla používána proti cizopasníkům, k léčení vážných potíží s ledvinami a při zástavě moče.
Většina druhů je dnes používána zevně, případně jako homeopatika. Tzv. brutnákový olej (Boraginis oleum rafinatum), získávaný ze semen brutnáku lékařského (Borago officinali), obsahuje vysoký podíl γ–linolenové kyseliny. Kostival lékařský (Symphytum officinale) je používán na rozsáhlé pohmožděniny a hematomy, bércové vředy, hemoroidy, na nehojící se rány a kožní záněty. Hojí též zlomeniny, neboť podporuje tvorbu kalusu.
Purinový derivát allantoin, obsažený v mnohých brutnákovitých rostlinách, má výrazně regenerační účinky a podporuje hojení pokožky, sliznic a zlomenin. Glykoalkaloid konsolidin, hydrolyzující na glukosu a konsolicin, paralyzuje centrální nervový systém. Je obsažen např. v pilátu lékařském (Anchusa officinalis), užance lékařské (Cynoglossum officinale) a hadinci obecném (Echium vulgare).
Přestože z území Číny je uváděno téměř 300 druhů brutnákovitých ve 47 rodech, tradiční čínská medicína rostliny z této čeledi prakticky vůbec nepoužívá. Jedinou známější čínskou brutnákovitou bylinou je užanka Lithospermum erythrorhizon. Z této rostliny bylo izolováno nafrochinonové barvivo shikonin, u něhož byl prokázán antibakteriální a především antitumorový účinek.

## Přehled rodů
Brutnákovité zahrnují celkem asi 153 rodů a kolem 2 740 druhů, zde je uveden seznam rodů:
Actinocarya,
Adelinia,
Adelocaryum,
Aegonychon,
Afrotysonia,
Ailuroglossum,
Alkanna,
Amblynotus,
Amphibologyne,
Amsinckia,
Anchusa,
Ancistrocarya,
Andersonglossum,
Anoplocaryum,
Antiotrema,
Antiphytum,
Arnebia,
Asperugo,
Borago,
Bothriospermum,
Bourreria,
Brachybotrys,
Brandella,
Brunnera,
Buglossoides,
Caccinia,
Cerinthe,
Chionocharis,
Choriantha,
Codon,
Coldenia,
Cordia,
Craniospermum,
Crucicaryum,
Cryptantha,
Cynoglossopsis,
Cynoglossum,
Cynoglottis,
Cystostemon,
Dasynotus,
Decalepidanthus,
Draperia,
Echiochilon,
Echiostachys,
Echium,
Ehretia,
Ellisia,
Embadium,
Emmenanthe,
Eremocarya,
Eriodictyon,
Eritrichium,
Eucrypta,
Euploca,
Gastrocotyle,
Glandora,
Greeneocharis,
Gyrocaryum,
Hackelia,
Halacsya,
Halgania,
Harpagonella,
Heliocarya,
Heliotropium,
Hesperochiron,
Heterocaryum,
Hoplestigma,
Hydrophyllum,
Iberodes,
Ivanjohnstonia,
Ixorhea,
Johnstonella,
Lappula,
Lasiocaryum,
Lennoa,
Lepechiniella,
Lepidocordia,
Lindelofia,
Lithodora,
Lithospermum,
Lobostemon,
Maharanga,
Mairetis,
Mattiastrum,
Melanortocarya,
Memoremea,
Mertensia,
Microcaryum,
Microparacaryum,
Microula,
Mimophytum,
Moltkia,
Moltkiopsis,
Moritzia,
Myosotidium,
Myosotis,
Myriopus,
Nama,
Neatostema,
Nemophila,
Nesocaryum,
Nihon,
Nogalia,
Nonea,
Ogastemma,
Omphalodes,
Omphalolappula,
Omphalotrigonotis,
Oncaglossum,
Onosma,
Oreocarya,
Paracaryum,
Paramoltkia,
Pardoglossum,
Pectocarya,
Pentaglottis,
Phacelia,
Pholisma,
Pholistoma,
Plagiobothrys,
Podonosma,
Pontechium,
Pseudoheterocaryum,
Pseudolappula,
Pulmonaria,
Rindera,
Rochefortia,
Rochelia,
Romanzoffia,
Rotula,
Sauria,
Selkirkia,
Sinojohnstonia,
Solenanthus,
Stenosolenium,
Stephanocaryum,
Suchtelenia,
Symphytum,
Thaumatocaryon,
Thyrocarpus,
Tianschaniella,
Tiquilia,
Tournefortia,
Trachelanthus,
Trachystemon,
Tricardia,
Trichodesma,
Trigonocaryum,
Trigonotis,
Turricula,
Varronia,
Wellstedia,
Wigandia